# Geschichte der Evolutionstheorie

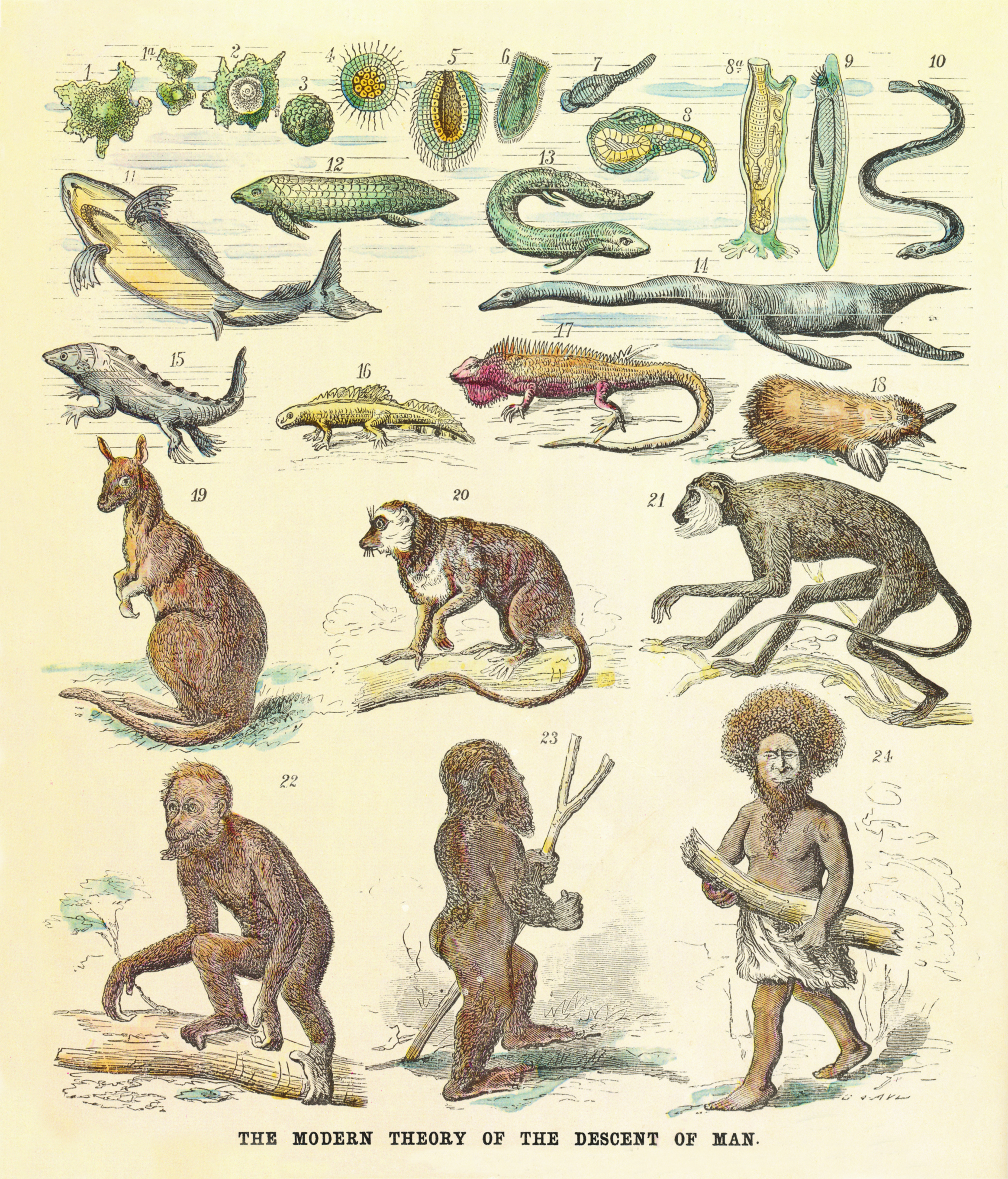
Illustration zur Evolution des Menschen, wie sie G. Avery 1876 auffasste

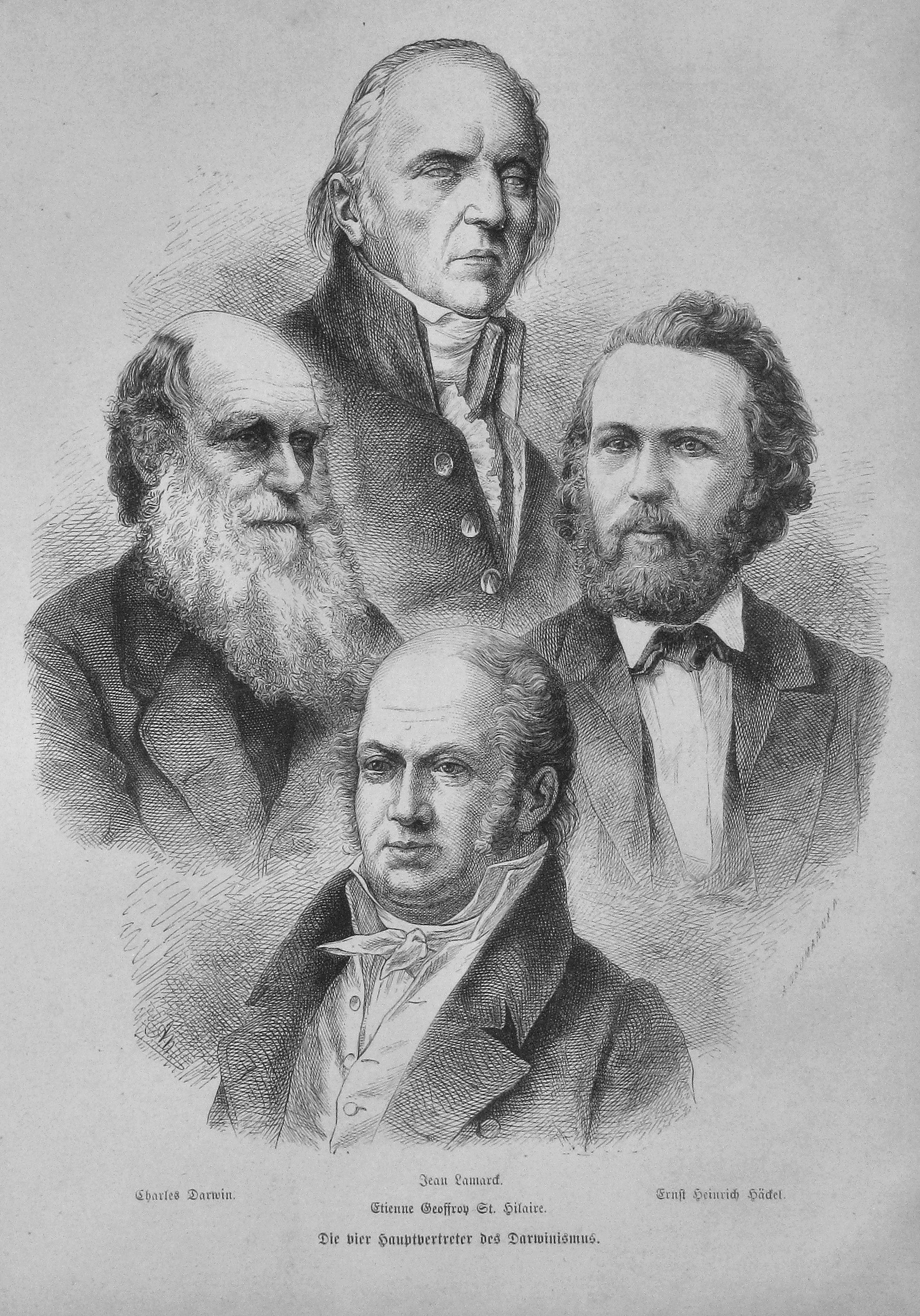
Vertreter von Evolutionstheorien im 19. Jahrhundert (aus: Die Gartenlaube 1873). Oben Lamarck, links Darwin, rechts Haeckel, unten Saint-Hilaire

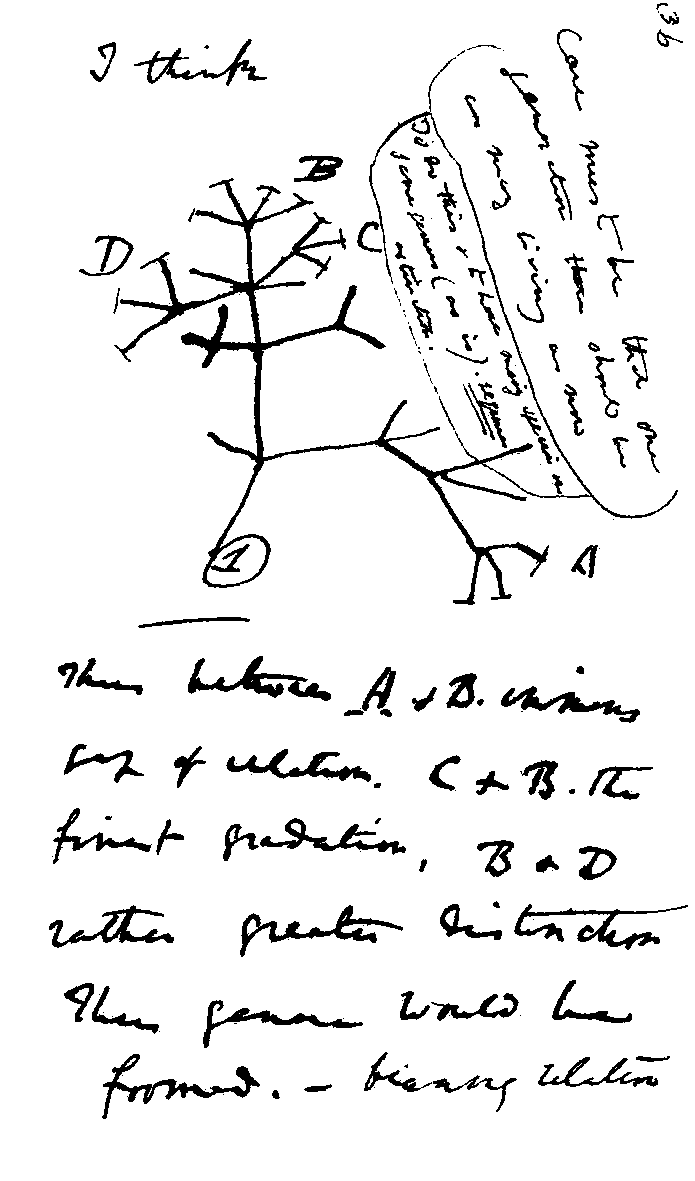
Unter der Notiz „I think“ skizzierte Darwin 1837 in seinem Notizbuch B erstmals seine Idee vom Stammbaum des Lebens.

Die Geschichte der Evolutionstheorie umfasst die Entwicklung der biologischen Erklärungen für den Wandel der Lebensformen durch die Zeit von den ersten Ansätzen in der Antike über verschiedene Teilhypothesen, die schließlich zur Evolutionstheorie von Charles Darwin als Grundlage für die spätere synthetische Theorie führten. Jean-Baptiste de Lamarck mit seiner Schrift Philosophie zoologique (1809) und Charles Darwins On the Origin of Species (1859) gelten als Wegbereiter der modernen Evolutionstheorie, die sich im Wesentlichen auf die (darwinschen) Mechanismen Variation, Selektion und Reproduktion gründet.
Von der Antike bis zur Aufklärung wurden sämtliche Veränderungen bei Lebewesen – sowohl die individuelle Entwicklung als auch Varianten, Mischlingswesen und (echte oder vermutete) Abnormitäten – als „Transmutationen“ (Umwandlungen) bezeichnet. Eine Veränderlichkeit der Arten im Laufe langer Zeiträume oder eine gemeinsame Abstammung waren Gedanken, die bei den griechischen Vorsokratikern aufkamen. Im Christentum galten die Arten als durch göttliche Macht geschaffen und unveränderlich. Anerkannt war zudem die auf Platon zurückgehende Vorstellung einer „Stufenleiter der Natur“ (Scala Naturae), in der alle Lebewesen von den einfachsten Pflanzen bis hin zum Menschen in einer „Linie der Vollkommenheit“ angeordnet wurden. Abweichungen vom Idealbild wurden als krankhaft oder durch negative Einflüsse degenerierter Formen aufgefasst.
Einige Autoren sind der Auffassung, dass bereits Johann Wolfgang von Goethe die „drei Darwinschen Module“ postuliert hat und Darwin von seinen Schriften beeinflusst wurde. Im „Ternate-Manuskript“ veröffentlichten Alfred Russel Wallace und Darwin 1858 ihre Überlegungen zu den der Evolution zugrundeliegenden Mechanismen. Die Anerkennung der von Gregor Mendel 1865 entdeckten – und erst um 1900 „wiederentdeckten“ – Vererbungsregeln ebnete zusammen mit der Auseinandersetzung mit dem Neolamarckismus und der Theorie des Neodarwinismus den Weg zur Synthetischen Evolutionstheorie, die in den 1930er- und 1940er-Jahren entstand und heute das Standardmodell der Evolution ist. In den 1970er-Jahren erfolgte die Weiterentwicklung zur Systemtheorie der Evolution und in den 1980er-Jahren zur Evolutionären Entwicklungsbiologie.

## Antike

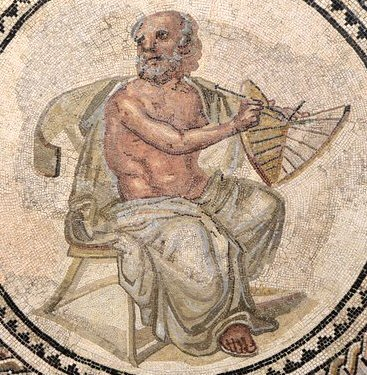
Anaximander, „Urgroßvater der Evolutionstheorie“

Die ältesten Schriften, aus denen man naturphilosophische Evolutionsvorstellungen entnehmen kann – beziehungsweise die Annahme natürlicher Wandlungsprozesse statt mythischer Entstehung und Unveränderlichkeit der Arten –, stammen aus der griechischen Antike: Im 6. Jahrhundert v. Chr. meinte Thales von Milet, das Wasser sei Ursprung aller Dinge. Sein Schüler Anaximander entwickelte diese Idee weiter und schrieb: „Die Tiere sind aus dem Feuchten, das unter der Einwirkung der Sonne verdunstet, hervorgegangen […] Die Ahnen des Menschen sind aus Fischen entstanden und vom Meer auf das Land gestiegen.“
Im 5. Jahrhundert v. Chr. wirkte Empedokles in Sizilien. Er meinte, dass zuerst die Pflanzen entstanden, danach die Tiere. Sie entstanden jedoch nicht vollständig, sondern zuerst entstanden Teile, die miteinander zufällig zusammenwuchsen. Nur was zusammenpasste, blieb am Leben, das andere ging zugrunde.
Aristoteles hingegen meinte im 4. Jahrhundert v. Chr. – hergeleitet aus Beobachtungen an Insektenbrut –, dass sich alle Lebewesen aus Schmutz und Schlamm entwickeln würden (Spontanzeugung). Zudem äußerte auch er Überlegungen, die noch deutlicher an die natürliche Selektion erinnern: „Jedes Lebewesen, wenn es für ein bestimmtes Ziel geschaffen ist, wird erhalten bleiben, wenn es aus Zufall sofort geeignet ist, sonst aber ist es verloren und wird untergehen.“ Er erkannte bereits die große Ähnlichkeit der Knochenstrukturen von Gliedmaßen unterschiedlicher Wirbeltiere (Homologien). Vor diesem Hintergrund und mit Rückgriff auf Platons Ideenlehre prägte er das Bild von der „Kette der Wesen“: einer linearen natürlichen Ordnung der Natur von der einfachsten zur vollkommensten Art und ihre vorgegebene zielgerichtete Entwicklung. Diese (spätestens seit Darwin widerlegte) Vorstellung blieb bis ins 19. Jahrhundert tief im wissenschaftlichen Denken verankert und verhinderte den entscheidenden Gedankenschritt in den Evolutionshypothesen.
Aus dem 1. Jahrhundert v. Chr. stammt die Aussage von Lukrez, dass Lebewesen die „Söhne des Zufalls“ seien und in einem ewigen „Kampf ums Dasein“ stünden, den nur jene überleben würden, die zufällig harmonisch gestaltet wären.

## Mittelalter und frühe Neuzeit

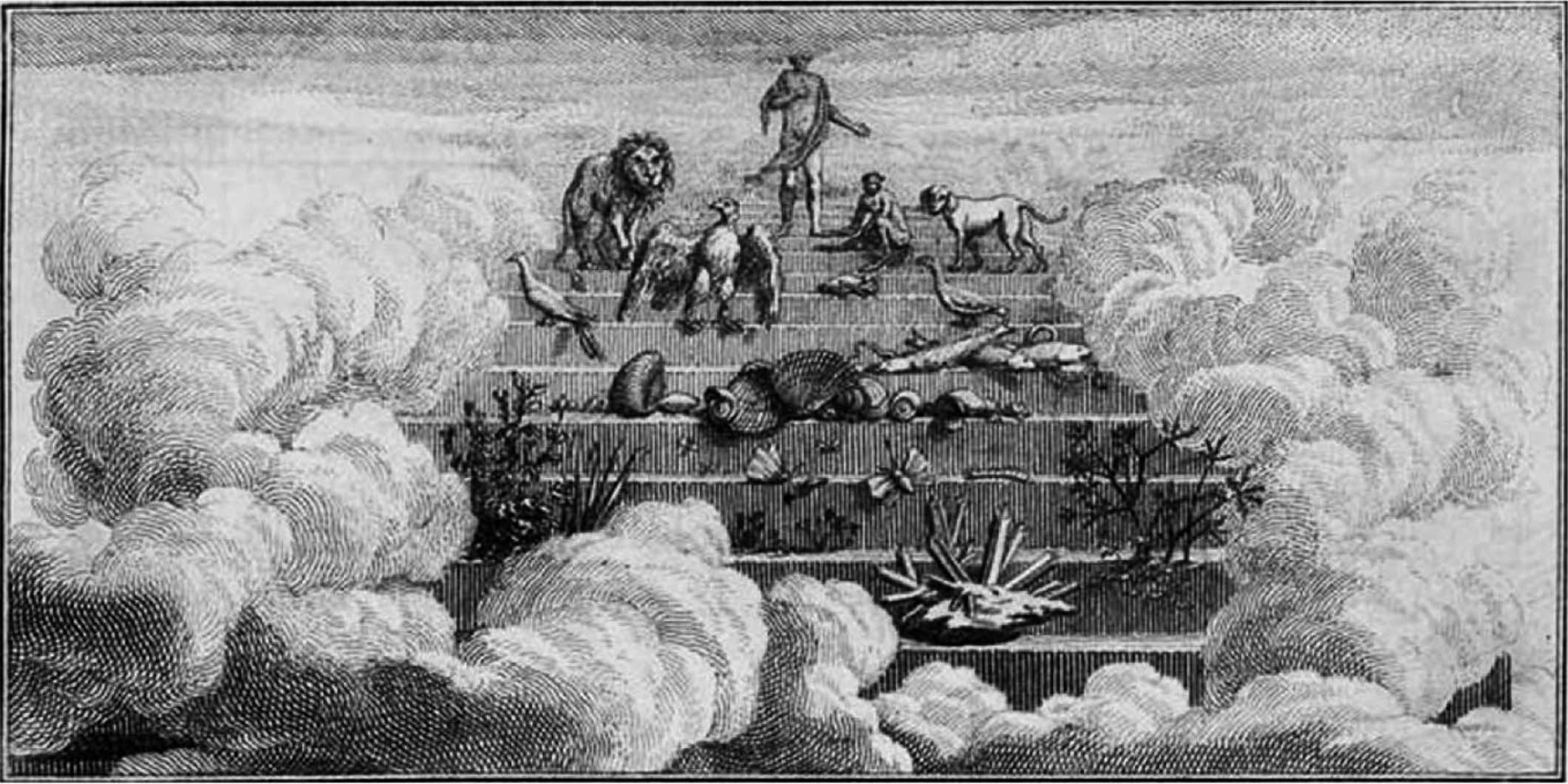
Die „Stufenleiter der Natur“ nach Charles Bonnet 1781

Im Christentum führte das Dogma von der Gottebenbildlichkeit des Menschen zu der nachhaltigen Vorstellung, dass die Natur zum Wohl und Nutzen des Menschen geschaffen wurde, der nun selbst außerhalb der Natur stand. Eine Verwandtschaft mit anderen Arten oder gar eine evolutionäre Abstammung von ihnen widersprachen diesem Dogma und dem scholastisch-aristotelischen Weltbild, das auch von „weltlichen“ Denkern in aller Regel nicht in Frage gestellt wurde. Die Philosophen des Mittelalters stammten zudem vorwiegend aus dem geistlichen Stand und waren in der Regel von einem sinngebenden, gesetzmäßig aufgebauten Kosmos und einer Unveränderlichkeit der Arten überzeugt. Dies führte dazu, dass die antike Vorstellung von einem Artenwandel (in dem Sinne, dass eine neue Art spontan aus einer bestehenden Art hervorgeht) strikt abgelehnt wurde.
Für den islamischen Kulturraum werden verschiedene Gelehrte angeführt, die mit Evolutionsideen in Verbindung gebracht werden. Der islamische Gelehrte Ibn Chaldūn schrieb im 14. Jahrhundert in seinem Werk Muqaddima eindeutig (wenngleich vorwissenschaftlich und vor dem Hintergrund einer Höherentwicklung auf der aristotelischen Stufenleiter), dass sich Arten von Lebewesen durch klimatische Einflüsse und eine natürliche Veranlagung in neue Arten der nächsthöheren Stufe verwandeln würden. Dabei ging er zudem davon aus, dass je nach den Umweltbedingungen auch „Rückschritte“ möglich wären oder dass der Mensch aus Affen hervorgegangen sei.
Die Frühe Neuzeit wurde mit dem Zeitalter der Entdeckungen eingeleitet und ist von einem rapide wachsenden Wissen und den Anfängen wissenschaftlicher Theoriebildung gekennzeichnet.
Aus den zu seinen Lebzeiten nicht veröffentlichten Notizbüchern (hier Codex Leicester, 1506–1510) wissen wir, dass Leonardo da Vinci aufgrund von Studien an Muschel-Fossilien Zweifel an der biblischen Sintflut äußerte, ein wesentlich höheres Alter der Erde berechnete und die Fossilien als ausgestorbene Organismen früherer Klimaepochen deutete.
1670 stellte sich Jan Swammerdam die Frage, ob man aufgrund der organischen Ähnlichkeiten aller Tiere „in gewisser Weise annehmen könne, Gott habe nur ein einziges Tier geschaffen, das sich in eine unendliche Anzahl von Sorten und Arten aufgegliedert hat.“ Davon abgesehen war er jedoch von der aristotelischen „Kette der Wesen“ überzeugt, wobei diese Vorstellung noch weit bis ins 18. Jahrhundert hinein viele Fürsprecher hatte.

## Aufklärung: Alte Ideen unter neuen Vorzeichen
Die augenscheinliche Tatsache, dass das Leben zwischen Geburt und Tod einem vielfachen Wandel unterliegt, die Arten jedoch über die Zeit scheinbar unverändert bleiben, führte in der Aufklärung zu tiefgreifenden Konflikten in der Naturwissenschaft.
Zu Beginn der Aufklärung gab es in den europäischen Kulturen im Wesentlichen vier Hauptansichten über die Entstehung der Arten:
- Kreationismus: Erschaffung der Arten durch Gott – bis Darwin die häufigste Erklärung
- Artenkonstanz: Arten sind unveränderlich – bis zum Beginn der Moderne stark abnehmende Anhängerschaft aufgrund zunehmender Funde und Entdeckungen. Im 19. Jahrhundert weitgehend bedeutungslose Idee
- Autogenese: Spontane Urzeugung jeder Art aus unbelebter Materie (z. B. eine fertige Art entsteht aus „eierartigen Anfängen aus mutterlosen Gerinnungsvorgängen im Uferschlamm“) – in der Aufklärung immer beliebter, im 19. Jahrhundert bis Darwin in der Wissenschaft führende Idee
- Transmutation (bzw. Evolution): Zeitliche Verwandlung bestehender Arten in andere Arten – bis Darwin nur in Ansätzen; wenige Anhänger, unbedeutend

### Drei Voraussetzungen
Der österreichische Philosoph Gerhard Schurz spricht von den „drei darwinschen Modulen“, die erst zusammen zur Evolutionstheorie im darwinschen bzw. modernen Sinn führen. Diese „Module“ seien die drei entscheidenden Evolutionsfaktoren die erkannt werden müssten, um zu den entscheidenden Schlussfolgerungen der Evolutionstheorie zu gelangen:
Variation

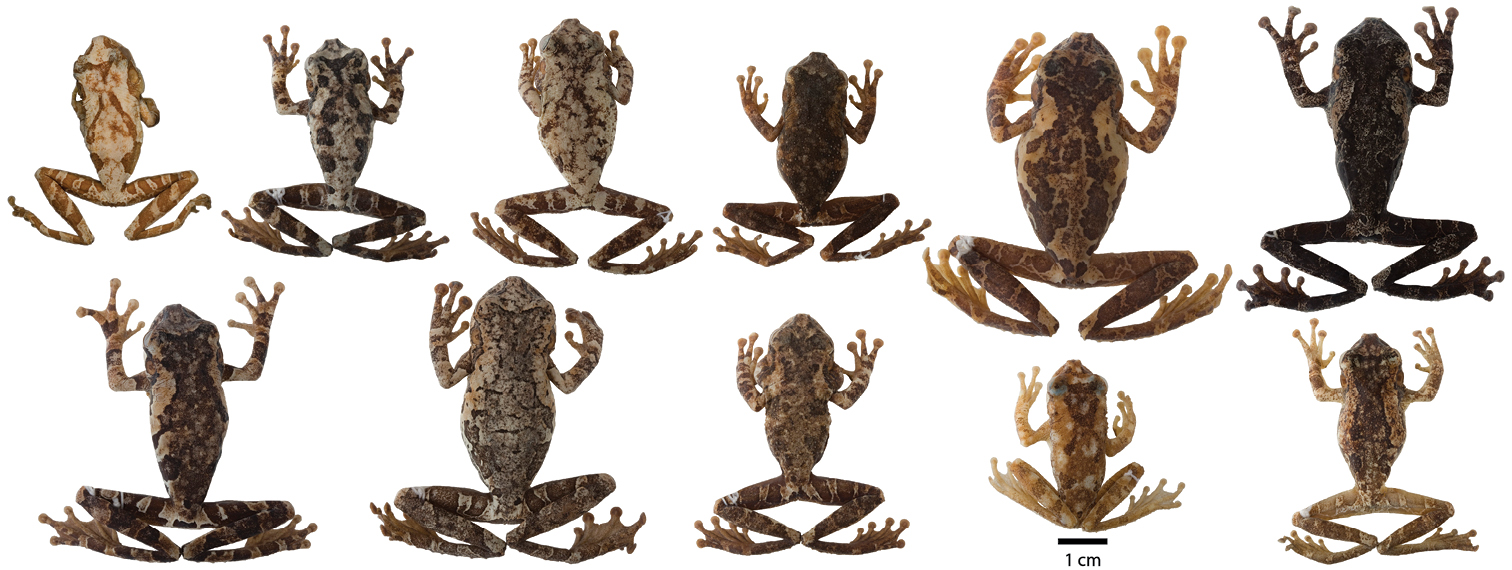
Farbvariationen auf der Rückseite der Froschart Osteocephalus buckleyi

(Genetische) Variation ist der heutige Begriff für die Unterschiede im Aufbau gleicher Individuen oder Populationen einer Art. Er markiert gleichsam die Schwierigkeit, Grenzen zwischen Arten, Unterarten, Formen usw. zu definieren und führt damit zur Wandelbarkeit der Lebewesen über die Zeit. Wie bereits für die Hypothese der Artenkonstanz beschrieben, war die Variabilität so offensichtlich, dass viele Naturforscher der Aufklärung nach neuen oder ergänzenden Erklärungen suchten.
Selektion
Unvereinbar mit der paradigmatischen Vorstellung von der hierarchischen „Kette des Lebens“ war der Gedanke einer nicht gesetzmäßig vorgegebenen Entwicklung der Arten, die nur im Sinne der Selbstregulation in engen Grenzen als zielgerichtet bezeichnet werden kann. Dieser im Gesamten vollkommen offene Prozess wird heute als natürliche Selektion bezeichnet und beschreibt, dass der Fortpflanzungserfolg steigt, wenn die Anpassung bestimmter Eigenschaften möglichst optimal ist. Auf diese Weise nimmt der Anteil solcher positiver Eigenschaften im Laufe der Generationen automatisch zu. Die Idee, den Menschen als Ziel der Entwicklung an der Spitze der Vollkommenheit zu betrachten, machte es solchen Ideen schwer.

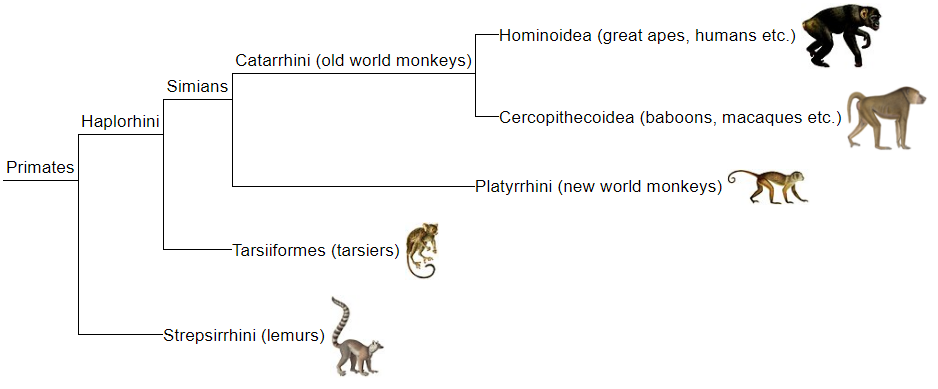
Verwandtschaftsbeziehungen der Primaten

Reproduktion Der Gedanke der natürlichen Reproduktion – ohne die Selektion und Variation nicht funktionieren könnten – war mit Abstand die größte Barriere: Die Vervielfältigung aus sich selbst heraus – etwa ohne göttliches Eingreifen – sowie die daraus folgenden Gedanken an Weitergabe, Abstammung und Verwandtschaft aller Lebewesen untereinander, einschließlich des Menschen, war eine damals schlichtweg abwegige Vorstellung.

### Leibniz bis d´Holbach
Im 18. Jahrhundert schienen die neuen Erkenntnisse über die Embryonalentwicklung der Einzelwesen die Theorie von einer ebenfalls linearen Höherentwicklung des Artenwandels zu stützen. Die verschiedenen Ideen zu einer natürlichen Entwicklung fanden schnell Verbreitung und wurden vielfach diskutiert bis grundsätzlich angenommen.
Die Suche nach Erklärungen für die unüberschaubare Zahl an Varianten innerhalb der Arten veranlassten um 1720 den deutschen Philosophen Gottfried Wilhelm Leibniz zu der Überlegung, dass die verschiedenen Raubkatzenarten von einer gemeinsamen ursprünglichen Katzenart abstammen könnten und postulierte damit einen Artenwandel. Nach seiner Monadenlehre (nach der alles aus kleinsten Bausteinen – den „Monaden“ – mit einer physischen und einer psychischen Seite besteht) ist zwar weiterhin Gott der Schöpfer aller Realitäten und der Mensch sein vollkommenstes Werk, aber Leibnitz führt logische Gründe an, die Gottes Handlungsspielraum einschränken. Damit schafft er Platz für neue Vorstellungen, unter anderem, dass die Erschaffung der Welt eher einen Prozess beschreibe, statt einen Zustand. Es könnten durchaus zahllose frühere Wesen ausgestorben und durch solche ersetzt worden sein, die es damals noch nicht gegeben hat.

#### Linné
Der schwedische Naturforscher Carl von Linné ging anfänglich noch in Übereinstimmung mit der Auffassung John Rays davon aus, dass es sich bei den jeweils ersten Exemplaren jeder Art um unmittelbare Ergebnisse göttlicher Schöpfungsakte handelt, die Gott selbst in ihren jeweiligen Lebensräumen verortet hat und von denen sich die jeweilige Art dann weiter durch natürliche Vermehrung auf der Erde ausbreitet, wobei aber die jeweilige Art nach der einmaligen göttlichen Erschaffung eine unveränderliche Entität bleibt. Linné verwendete ein typologisches Artkonzept und, wenn auch nicht strikt, den auf Platon und Aristoteles zurückgehenden, essentialistischen Artbegriff, nach dem Arten durch ihre essentielle Natur oder ihre wesentlichen Merkmale charakterisiert sind, die sich in ihrer Morphologie ausdrücken. Nach diesem typologischen Konzept geht die erkennbare Biodiversität in der Welt aus dem Bestehen einer bestimmten Anzahl von Lebewesentypen hervor, doch stehen die Einzelindividuen dem Konzept nach in keiner besonderen Beziehung zueinander, sondern sind nur Erscheinungsformen desselben Typus. Variation wurde nach diesem Modell als Ergebnis unvollkommener Manifestationen der jeder Art innewohnenden Idee aufgefasst. Indem Linné distinkte Phänomene nicht voneinander unterschied, sondern stattdessen fälschlicherweise annahm, dass bestimmte Merkmale untrennbar miteinander verbunden seien, folgerte er, dass die Existenz von Arten in der Natur auch ihre unveränderliche Konstanz voraussetze. Zwar wird Linné oft als Vertreter der Lehre der Konstanz der Arten angeführt, doch war er über einen anderen (biogeografischen) Zugang zur Unterstützung der Idee einer Evolution gelangt. So war ihm aufgefallen, dass häufig bestimmte Gattungen mit ihren vielen Arten eine spezifische geografische Begrenzung aufwiesen (so etwa Pelargonium auf Afrika oder Fuchsia auf Südamerika), woraus er folgerte, dass es sich bei den Arten der jeweiligen Gattung um „Töchter einer Mutter“ (filiae unius matris) handeln müsse. Linné modifizierte sein anfängliches Konzept in der Folge allmählich und fügte später in seinen Schriften die ergänzende Vermutung hinzu, dass aus einigen wenigen ursprünglich durch Schöpfung entstandenen Arten im Laufe der Erdgeschichte durch Vermischung neue Arten entstehen. Aufgrund des stark gestiegenen Kenntnisstands zur Biodiversität der weltweiten Flora und Fauna, sowie aufgrund seiner Studien zur Pflanzenzucht nahm Linné somit um 1750 ein dynamisches Konzept zur biologischen Art an. Damit war er einer der Ersten, der eine gewisse Möglichkeit der Weitergabe durch Reproduktion anerkennt. In der letzten Auflage seines Werkes Systema naturae hatte Linné entsprechend seine Behauptung, dass neue Arten nicht entstehen könnten, bereits entfernt. Linné und andere Gelehrte seiner Zeit schufen mit ihrem Werk und Wissensgewinn die Basis für die Entstehung der modernen Evolutionsbiologie und Genetik.

#### Französische Denker
Zwischen 1750 und 1775 fanden sich in Frankreich verschiedene Denker, die annahmen, dass die rezenten Lebewesen sich durch Wandlungsprozesse aus früheren Arten entwickelt haben. Im Gegensatz zu Linné und Leibnitz waren sie Anhänger einer natürlichen Spontanzeugung der Urformen einer Art (Autogenese). Dazu gehören Georges-Louis Leclerc de Buffon, Benoît de Maillet, Denis Diderot und Paul Henri Thiry d’Holbach. Alle Genannten nahmen diesen Wandel jedoch vor dem Hintergrund einer gerichteten Höherentwicklung im Sinne der Scala Naturae an.

##### Buffon

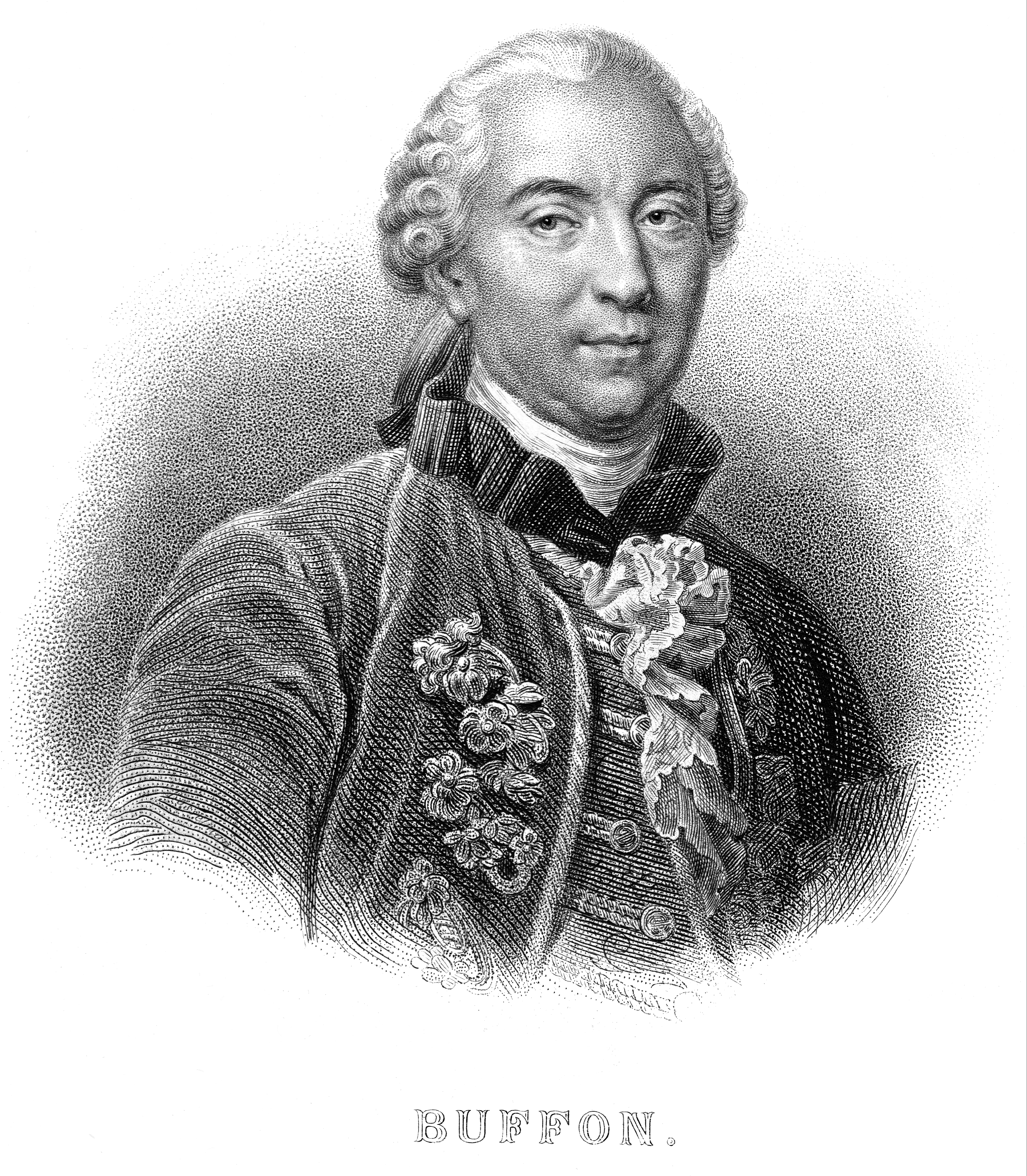
Buffon

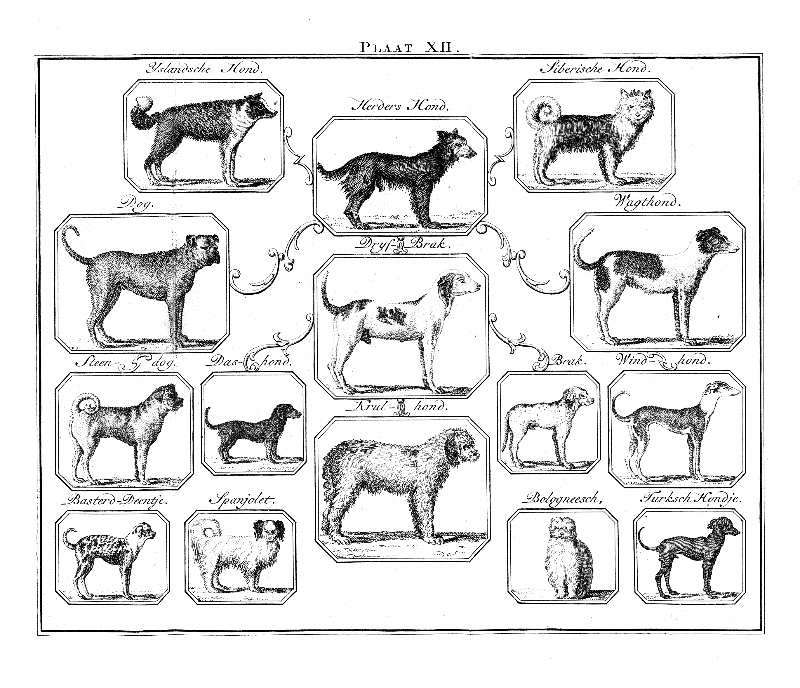
Verwandtschaftsbeziehungen von Hunderassen als netzförmiges Diagramm statt als Stufenleiter (nach Buffon 1769)

Buffon wird als einer der Begründer der Evolutionstheorie genannt, weil bei ihm auch (schwache) Ansätze für die beiden anderen notwendigen Evolutionsfaktoren zu finden sind: Anhand der bekannten Verwandtschaften aus der Zucht bzw. der Veränderlichkeit von Hunderassen ließ er ähnlich wie Linné eine gewisse Variationsbreite auf der biologischen Stufenleiter zu, die zudem auf Artverwandtschaften gründete. Er verknüpfte dies allerdings mit der Hypothese, dass jedes Lebewesen ein „inneres Modell“ habe, in dem alle möglichen Formen – die vollkommene „Urform“ und diverse veränderte („degenerierte“) Nebenformen – bereits vorgegeben seien. Ihre Verwirklichung könne dann durch äußere physikalische Kräfte (etwa Klimabedingungen, gezielte Zucht) in engen Grenzen ausgelöst werden. Eine besondere Innovation Buffons ist der unvorhersehbare Zeitfaktor, der von den üblichen Vorstellungen gesetzmäßiger „uhrwerkartiger“ Prozesse abweicht. So nahm er auch an, dass die Urzeugung der Lebewesen erst nach einer langen Phase der Abkühlung der Erde einsetzte.

## Deutsche Philosophen
Bei den Philosophen des (weit gefassten) deutschen Idealismus fiel der Evolutionsgedanke – bzw. die unpopuläre Idee der „Transmutation“ – auf fruchtbaren Boden. Bereits bei Herder erinnern um 1780 etliche Aussagen frappierend an Darwin und wirken ausgesprochen modern.
Noch deutlicher als Herder drückte es Kant aus: Im Gegensatz zu Herder glaubte er an eine natürliche Entstehung des Lebens und ging bereits von einer viele Millionen Jahre langen Existenz der Erde aus. Kant vermutete zudem einen Artenwandel aufgrund von Wanderungsbewegungen über viele Generationen und äußerte damit Gedanken im Sinne der Evolutionsidee.
Auch im frühen 19. Jahrhundert finden sich moderne Evolutionsgedanken bei den deutschen Philosophen Schelling, Schopenhauer und Carus.

### Johann Wolfgang von Goethe (1749–1832)
Kant konfrontierte Goethe mit seinen Evolutionsideen und forderte den Dichter und Naturforscher erfolgreich auf, sie weiter auszuarbeiten. Verglichen mit allen anderen Vordenkern der Evolution ist Goethe der Einzige, der alle drei notwendigen („Darwinschen“) Mechanismen in seiner „Metamorphologie“ genannten Theorie vom Grundsatz her erkannte:
Aufgrund seiner Forschungen in vergleichender Anatomie und Embryologie war Goethe einer der ersten, der die Ähnlichkeiten gemeinsame „Baupläne“ unterschiedlicher Spezies (Homologien) als Verwandtschaftsmerkmal deutete. So bezeichnete er den Menschen als Säugetier und mutmaßte, dass sich alle Tiere und alle Pflanzen jeweils auf eine Urform zurückführen lassen. Entscheidend ist dabei die Tatsache, dass er dabei an eine hypothetische Urform – etwa seine Idee einer „Urpflanze“ – dachte und nicht wie andere Forscher seiner Zeit, die – im Sinne der Unveränderlichkeit der (Haupt-)Arten – davon ausgingen, dass die Urformen immer noch existieren müssten.
Als überzeugter Holist ging Goethe davon aus, dass alles mit allem entstehend zusammenhängt und nichts davon im Vorhinein festgelegt ist. So widersprach er ebenfalls deutlich der Stufenleiter der Natur und damit der Sonderstellung des Menschen.
Mit diesen weitreichenden Aussagen – wenngleich noch etwas unklar gehalten – wird Goethe bereits um 1790 zu einem Wegbereiter der Evolutionstheorie.

### Georg von Gizycki (1851–1895)
Obgleich Georg von Gizycki 1875 von der „Goethe-Lamarck-Darwin'schen Evolutionstheorie“ spricht, verliert sich Goethes Beitrag später und wurde nach Ansicht von Werner A. Müller zu wenig gewürdigt. Nach Müller waren möglicherweise Goethes Pantheismus und die Rezeption durch den von der Wissenschaft nicht akzeptierten Rudolf Steiner in den 1890er-Jahren ausschlaggebend, dass Goethe zumeist nicht in die Reihe der Evolutionsbegründer eingereiht wird. Sicher ist jedenfalls, dass seine Arbeit maßgeblichen Einfluss auf Darwins Gedanken hatte. Er selbst nennt Goethe ausdrücklich als einen seiner Vordenker in seinem Hauptwerk.

## „Evolutionisten“ stützen die Autogenese

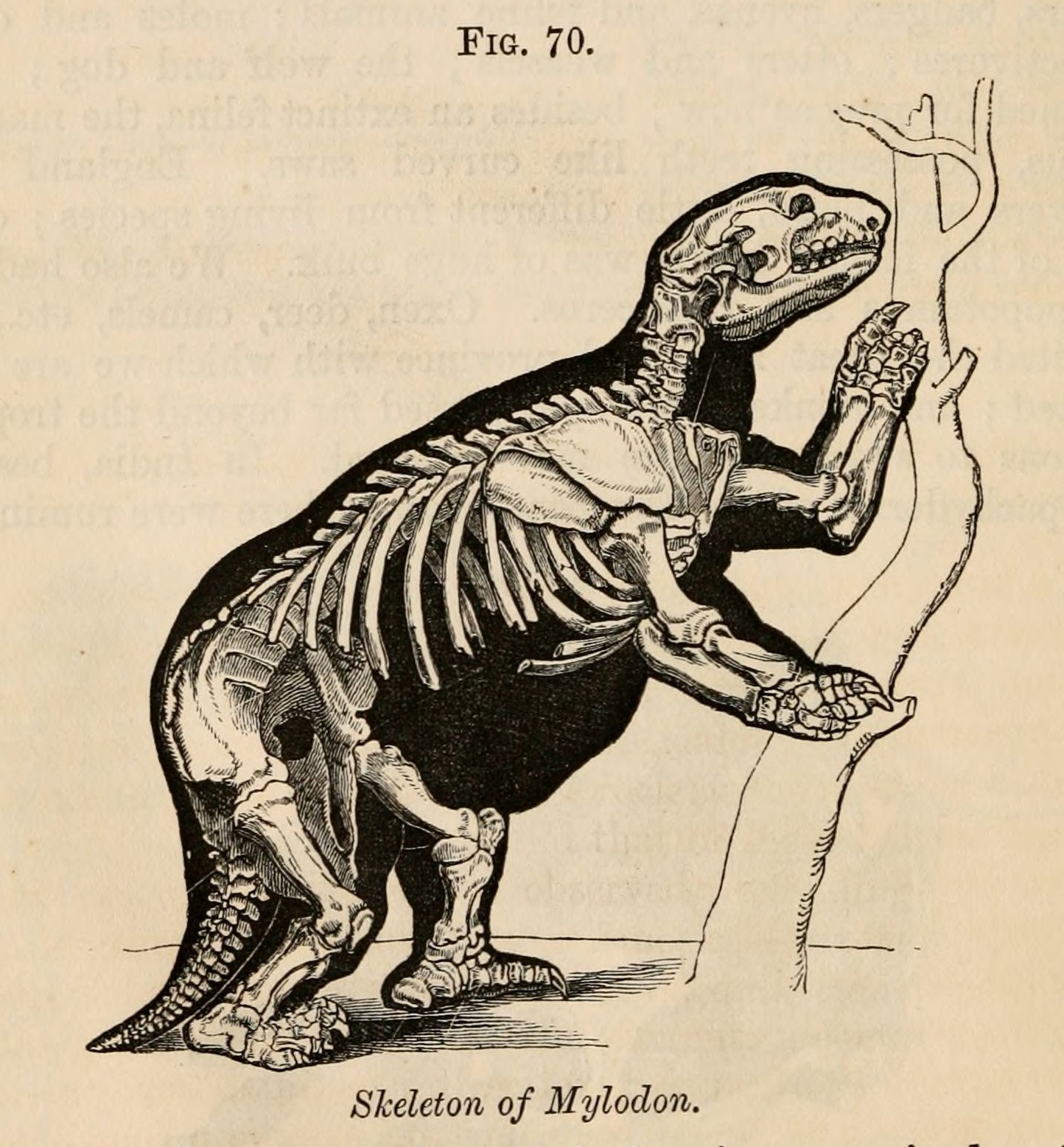
Rekonstruktion des urzeitlichen Riesenfaultieres Mylodon in der 11. Ausgabe von Vestiges, 1860

Obgleich die Zahl der „Evolutionisten“ in den Jahren zwischen 1790 und 1850 weiter zunahm, blieb Goethes moderne „Metamorphologie“ ohne Nachfolger. Fast alle Naturforscher – einschließlich Lamarck  – blieben im Wesentlichen bei den Erklärungsversuchen für den Artwandel; von ungerichteter Entwicklung oder verbundenen Fortpflanzungslinien findet sich weiterhin nahezu nichts. Auch die Hypothesen dieser Zeit hatten sicherlich auf Darwins Gedanken einen wichtigen Einfluss, doch die Genannten selbst versuchten eher, das Konzept der „Spontanzeugung“ zu stützen, indem sie Erklärungsversuche für die Variabilität und Veränderlichkeit der Arten integrierten.
Die beiden deutschen Forscher Johann Friedrich Blumenbach und Karl Friedrich Kielmeyer postulierten um 1790 einen gesetzmäßige „Bildungstrieb“, der in Verbindung mit veränderlichen Umweltbedingungen bestimmte Strukturen hervorbringen würde (ähnlich der Epigenese von der Keimzelle zum voll entwickelten Lebewesen).
Die beiden deutschen Geologen Ernst Friedrich von Schlotheim und Johann Christoph Matthias Reinecke, die sich als frühe Paläontologen einen Namen machten, sahen vor allem klimatische Ursachen für einen sehr langsam verlaufenden Artenwandel.
1794 veröffentlichte Erasmus Darwin den ersten Band seines Werkes Zoonomia or the laws of organic life, in dem er über Evolution spekulierte und eine stammesgeschichtliche Entwicklung der Organismen und die Abstammung alles Lebendigen von einem gemeinsamen Vorfahren annahm. Erasmus Darwin ging von der Vorstellung einer Spontanzeugung primitiver Lebensformen aus, die sich im Laufe der Zeit auf der Stufenleiter der Natur zu komplexeren Formen bis hin zum Menschen entwickelt hätten. Dabei vermutete er an, dass während des Lebens erworbene Eigenschaften an die Nachkommen weitervererbt werden könnten.
Während Charles Darwin noch mit der Veröffentlichung seiner Theorie zögerte, erschien das Buch Vestiges of the Natural History of Creation, ein populärwissenschaftlicher Bestseller, 1844 erstmals erschienen und bis in die Mitte der 1880er Jahre aufgelegt und in mehrere Sprachen übersetzt. Vermutlich aus Furcht vor Widerstand hatte der Autor das Buch anonym veröffentlicht. Dies war zudem ein Grund für zahlreiche Auflagen durch andere Verlage, da die Urheberschaft nicht geklärt war. Erst 1884 wurde bekannt, dass der Autor Robert Chambers war, ein Verleger aus Edinburgh. Das Buch war zwar naturwissenschaftlich unzureichend geschrieben, sorgte aber für die weitreichende Verbreitung der Idee einer veränderlichen und dynamischen Natur und einer gemeinsamen Abstammung der Arten ohne göttlichen Einfluss – auch hier allerdings im Sinne der Autogenese und der vorgezeichneten Höherentwicklung,

### Jean-Baptiste de Lamarck (1744–1829)

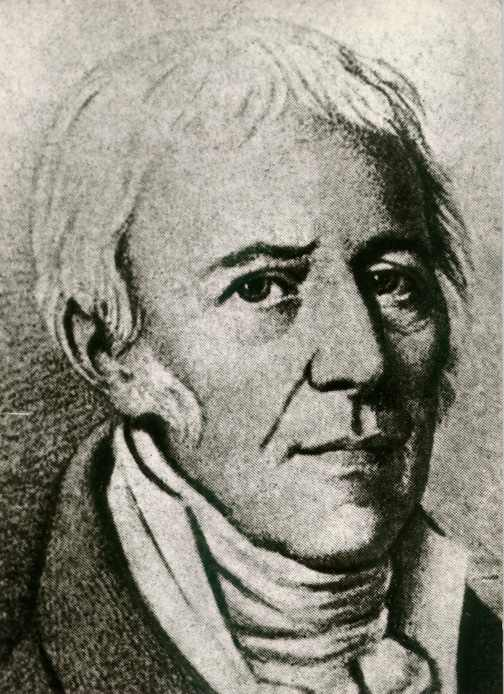
Jean-Baptiste de Lamarck

Auch der französische Entwicklungsbiologe Jean-Baptiste de Lamarck vertrat die Autogenese und die Vervollkommnung auf der natürlichen Stufenleiter. Er war es jedoch, der 1809 als erster eine ausformulierte Evolutionstheorie vorlegte, die zahlreiche ungeklärte Phänomene der Biologie beantworten konnte. Wie später Darwin ging Lamarck von einer Veränderung der Arten in kleinen Schritten aus. Dabei setzte er jedoch einen „Vervollkommnungstrieb“ voraus, der im Laufe der Jahrtausende von primitiven Urformen zu immer komplexeren Organismen führen würde. Dementsprechend waren die ältesten Arten nach seiner Vorstellung die vollkommensten, da ihre Evolution am längsten gedauert hätte. Die real sehr junge Art Mensch war nach dieser Lesart eine sehr alte Art und die Bakterien, die tatsächlich seit Jahrmilliarden existieren, die jüngste. Ein Aussterben von Arten, wie es einige Zeitgenossen annahmen und wie es tatsächlich die Regel ist, lehnte er ab.
Die vielen Unterarten, Varianten und Auffächerungen der Artenvielfalt waren augenscheinliche Abweichung von der linearen Stufenleiter. Zur Erklärung schlug Lamarck eine direkte Vererbung erworbener Anpassungen an die Umwelt auf die Nachkommen eines Lebewesens vor; eine Idee, die den Lamarckismus begründete, obwohl sie in seiner Theorie nur eine Nebenrolle spielte: Durch Gebrauch oder Nichtgebrauch modifizieren sich angeblich Gestalt und Funktion der Organe eines Lebewesens in Anpassung an die Erfordernisse der Umwelt. Bis in die heutige Zeit wurde immer wieder versucht, Lamarcks These von der Vererbung individueller Anpassungen naturwissenschaftlich zu beweisen, was jedoch nicht gelang.

## Anpassungs- und Abstammungshypothesen
In den fast 70 Jahren zwischen Goethes und Darwins Veröffentlichung war niemand, der alle drei entscheidenden Evolutionsfaktoren (Variation, Selektion, Reproduktion) erkannte. Neben den bereits genannten „Evolutionisten“ gab es lediglich eine Handvoll Forscher, die zumindest teilweise neue Denkwege einschlugen.
In seinem dreibändigen Werk An Investigation of the Principles of Knowledge and of the Progress of Reason, from Sense to Science and Philosophy von 1794 unterstützt der schottische Geologen James Hutton die Transmutation, indem er eine natürliche Auslese annahm, die das Überleben der am besten an veränderte Umwelten angepassten Individuen sichert, während die schlecht angepassten aussterben. Der Gedanke kam ihm durch Vergleiche mit der künstlichen Auslese bei der Zuchtwahl, ist jedoch in seiner geologischen Facharbeit untergebracht.
In der Zeit von 1825 bis 1827 erschienen in Edinburgh mehrere Artikel mit Hypothesen zu einer Evolution durch Anpassung der Arten an ihre Umwelt, von denen Darwin während seines Studiums in Edinburgh möglicherweise Kenntnis hatte.
Ein weiterer Schotte, dessen Idee zur natürlichen Auslese 1831 in seiner Schrift On naval timber and arboriculture („Über Schiffsbauholz und Baumkultur“) erschienen, war der Baumschulgärtner und Agrarexperte Patrick Matthew. Im Anhang des Buches findet sich das Konzept als kurze, aber eindeutige Notiz: „Es gibt ein allgemeines Naturgesetz, das darauf ausgeht, jedes fortpflanzungsfähige Wesen so gut seinen Lebensbedingungen anzupassen als es seiner Art oder der organisierten Materie möglich ist, und das anscheinend beabsichtigt, die körperlichen und geistigen oder instinktiven Kräfte zu ihrer höchsten Vollkommenheit zu bringen und sie in dieser zu erhalten.“ Darwin erfuhr erst 1860 davon und bezeichnete Matthews Ideen als eine vollständige, aber nicht ausgearbeitete Vorwegnahme seiner Gedanken. Vermutungen, dass Darwins (und Wallaces) Ideen der Selektion ein Plagiat von Matthiews Überlegungen seien, wurden 2018 widerlegt. Alle drei Entwürfe weisen punktuell Unterschiede auf.
Ganz anders als dieser versteckte Hinweis, sorgte der „Pariser Akademiestreit“ europaweit Aufsehen, der 1830 zwischen Geoffroy Saint-Hilaire und Georges Cuvier ausgetragen und von Goethe kommentiert wurde.

### Étienne Geoffroy Saint-Hilaire (1772–1844)

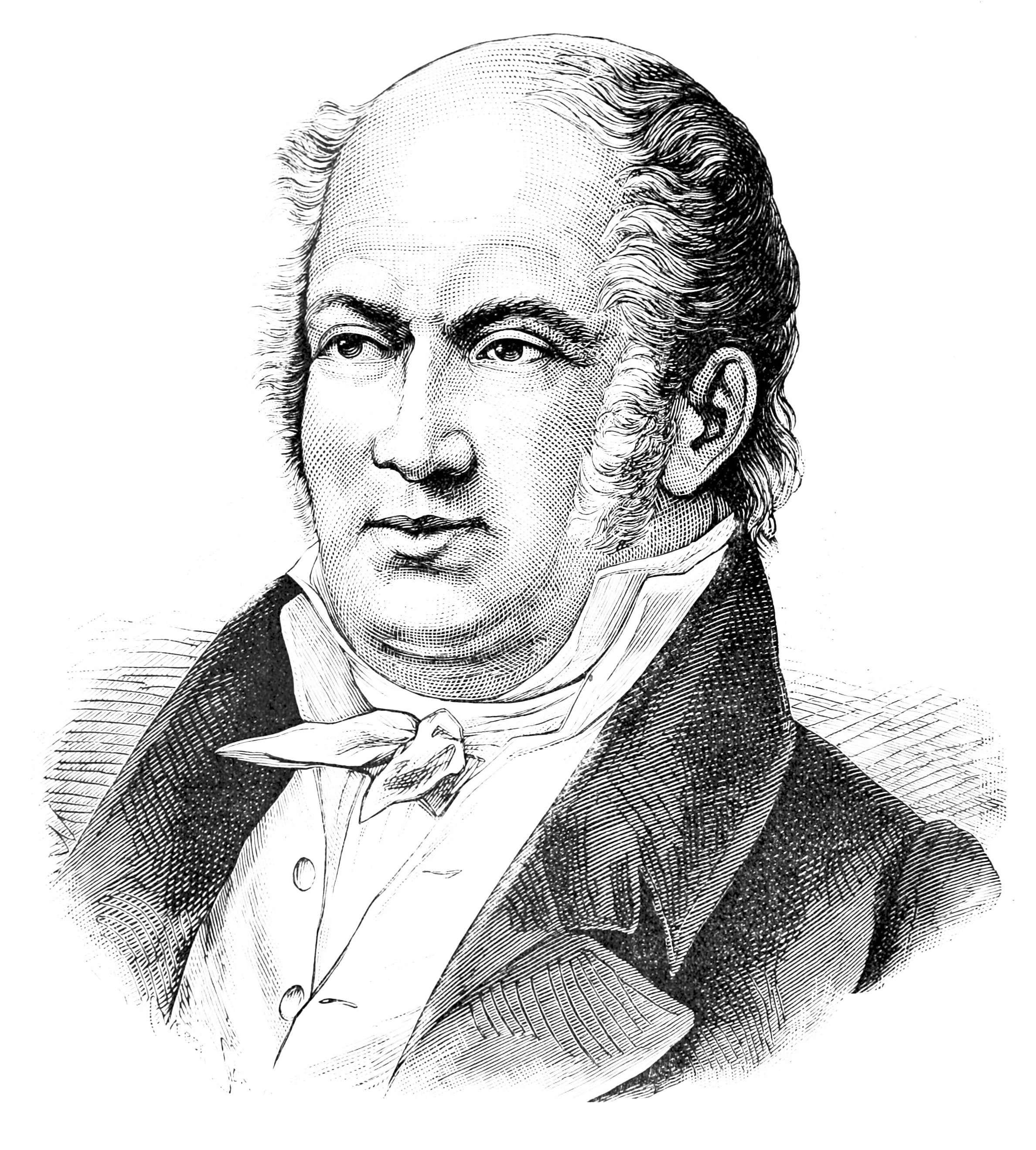
Étienne Geoffroy Saint-Hilaire

Étienne Geoffroy de Saint-Hilaire, ein französischer Zoologe, gilt als Begründer der Homologie-Forschung, aus der bereits Goethe die Verwandtschaft der Lebewesen ableitete. Er wurde zusammen mit Jean-Baptiste Lamarck und Georges Cuvier als Professor für die Zoologie der Wirbeltiere an das 1793 gegründete Musée National d’Histoire Naturelle berufen. Geoffroy Saint-Hilaire postulierte für alle damals bekannten Tiere einen gemeinsamen Grundbauplan, der durch eine Reihe von Umwandlungsprozessen zu den existenten Arten geführt habe. Wie Lamarck war auch Geoffroy ein Autogenist und Verfechter der Fortschrittsidee, der jedoch mehr Freiheiten und Modifikationen in der Höherentwicklung annahm. Aufgrund des Kontinuitätsprinzips stellte er die Hypothese auf, dass die Vögel von urzeitlichen Reptilien abstammen müssten und der Mensch von „äffischen Vorfahren“ abstammen müsse. Er war auch einer der Ersten, die sich mit den Mechanismen der Evolution experimentell auseinandersetzte, indem er durch Veränderungen der Umwelteinflüsse Veränderungen in der Keimesentwicklung von Wirbeltieren auslöste und somit die Teratologie als Untersuchungsmethode einführte. Angeregt durch die anatomischen Ähnlichkeiten, die er bei verschiedenen Wirbeltieren feststellte, nutzte Geoffroy die Embryologie, um zu prüfen, was manche als universelle Entwicklungsgesetze betrachteten. Geoffroy stützte sich auf frühe Versionen der Rekapitulationstheorie, die 1793 von Karl Friedrich Kielmeyer in Stuttgart vorgeschlagen und in den 1820er-Jahren von Étienne Serres (1786–1868) in Paris diskutiert wurde. Die Befürworter der frühen Versionen dieser Theorie gingen davon aus, dass die Entwicklungsstadien eines Embryos die Evolution von einfachen Arten zu komplexeren Arten im Laufe der Zeit rekapitulieren oder nachahmen. Geoffroys Experimente unterstützten die Epigenese, eine Theorie, die besagt, dass sich die Form eines Organismus im Laufe der Entwicklung allmählich herausbildet und nicht in der Zygote vorgeformt oder vorbestimmt ist. Seine Arbeiten leisteten wichtige Erkenntnisse für spätere Evolutionstheorien.
Zu Lebzeiten erfuhr er jedoch 1830 beim Pariser Akademiestreit einen Rückschlag bezüglich seiner Transmutationsideen: Cuvier war ein Verfechter der Katastrophen- oder Kataklysmentheorie, nach der es in der Erdgeschichte mehrere sintflutartige Katastrophen gegeben habe, bei denen sämtliche Tiere, von denen nur noch Fossilien existieren, ausgestorben seien. Cuvier sprach zwar nicht von göttlicher Schöpfung, ging aber davon aus, dass nach jeder Katastrophe alle Lebewesen neu aus toter Materie entstanden seien und zu den ausgestorbenen Arten keinerlei verwandtschaftliche Verbindung existieren würde. Cuvier war ein erklärter Gegner evolutionärer Theorien. Damit stand er im Widerspruch zu Geoffroy. Selbst Goethes Fürsprache – der hochbetagt endlich jemanden fand, der zumindest ansatzweise eine ähnliche Theorie vertrat – reichte nicht aus, um den „Sieg“ des überzeugenden Cuvier zu verhindern.

## Begründung der modernen Evolutionstheorie
Obwohl einige Naturwissenschaftler im deutschsprachigen Raum – etwa Matthias Jacob Schleiden, der Anthropologe Hermann Schaaffhausen (1853) sowie die Botaniker Franz Unger (1852) und Carl Wilhelm von Nägeli (1856) – gut begründet schlussfolgern, dass die verschiedenen Arten aus Umwandlungsprozessen hervorgegangen sein müssen, blieb die Vorstellung von der Unveränderlichkeit der Arten in Frankreich und im englischsprachigen Raum bis 1860 die vorherrschende Meinung. Während das bereits erwähnte populärwissenschaftliche Buch Vestiges of the Natural History of Creation, dass den Artenwandel und sogar eine gemeinsame Abstammung propagierte, von der britischen Öffentlichkeit begeistert aufgenommen wurde, bezog sich die stark theologisch geprägte Wissenschaftsgemeinde vor allem auf die Lehren des Geologen Sir Charles Lyell, der in den 1830er-Jahren vor seiner Freundschaft mit Darwin an die Unveränderlichkeit der Arten, göttliche Planung und die Stufenleiter der Natur glaubte.

### Alfred Russel Wallace (1823–1913)

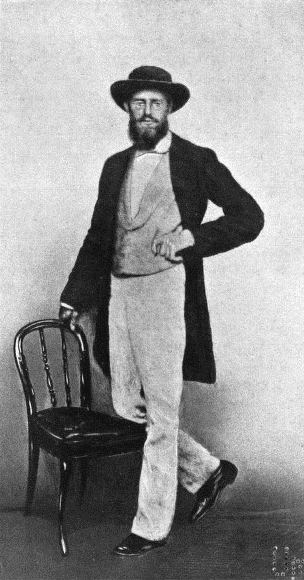
Alfred Russel Wallace (1862)

Alfred Russel Wallace war ein autodidaktischer Naturforscher, zu dessen Vorbildern unter anderem Humboldt und Darwin gehörten. Er machte sich bei Expeditionen an den Amazonas und auf den Malaiischen Archipel einen Namen als Autor und legte Grundlagen für die Entwicklung der Biogeographie. Wie Darwin wurde auch Wallace von den „Vestiges“ und den Ideen des Sozialphilosophen Thomas Malthus inspiriert. Unabhängig von Darwin erkannte auch Wallace die drei entscheidenden Evolutionsfaktoren Variation, Selektion und Reproduktion. Die entscheidende Rolle der Selektion durch Anpassung, die die Evolutionsbiologie des 20. Jahrhunderts bis in die 1970er-Jahre prägte, wurde nicht von Darwin, sondern von Wallace so deutlich formuliert.
1855 veröffentlichte Wallace On the law which has regulated the introduction of new species.
Seine Niederschrift zum Thema Evolution sandte er 1858 von seiner Indonesien-Expedition an Darwin, den er 1854 einmal kurz getroffen hatte. Ab 1857 standen die beiden in regelmäßigem brieflichen Kontakt, tauschten sich über ihre Publikationen, Theorien und Erkenntnisse aus und entwickelten eine freundschaftliche Beziehung. Das Manuskript von 1858 sandte Wallace mit der Bitte an Darwin, es durchzusehen und an Charles Lyell zur Veröffentlichung weiterzuleiten, wenn er der Meinung war, dass es sich eignen würde. Darwin war begeistert über die großen Übereinstimmungen zu seinen eigenen Überlegungen und dies wiederum veranlasste Lyell, Darwin endlich zu einer Veröffentlichung von Auszügen seiner Theorie zu drängen. Auf diese Weise wurden am 1. Juli 1858 beide Theorien vor der wissenschaftlichen Linné-Gesellschaft in London verlesen.
Wallaces und Darwins Ansätze sind im Grunde gleichlautend. Geringfügig unterscheiden sie sich in Details bei der Selektion: Während Wallace die Veränderungen der Umweltbedingungen als wesentlich betrachtete, legte Darwin mehr Gewicht auf die inner- und außerartliche Konkurrenz sowie die Wirkung sexueller Merkmale. Der deutlichste Unterschied der beiden Theorien liegt in Wallaces Annahme, dass die menschliche Intelligenz und Fähigkeit zur Moral kein Produkt der natürlichen Evolution sei, sondern auf ein göttliches Eingreifen zurück gehe.

### Charles Darwin (1809–1882)

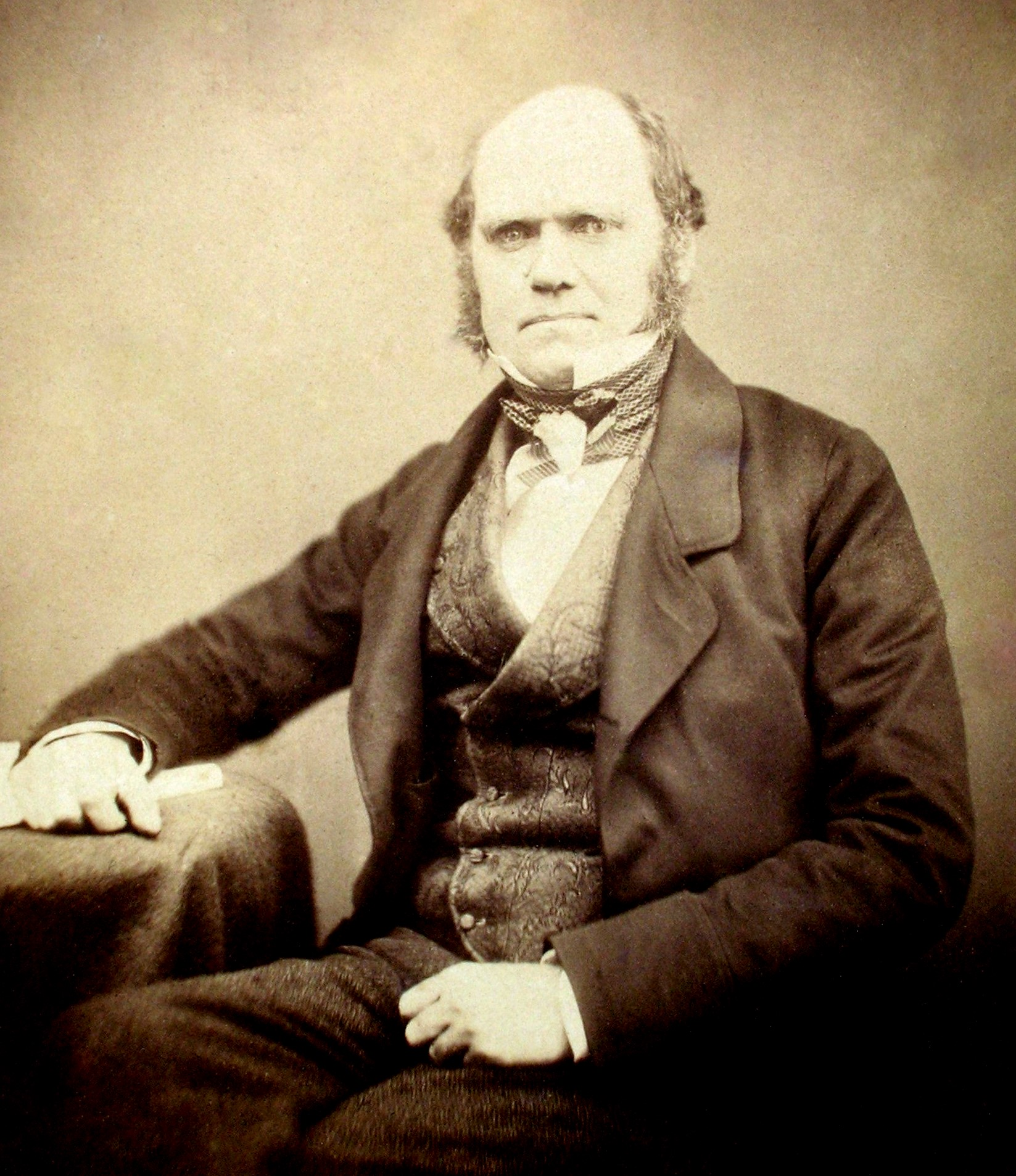
Charles Darwin auf einem Albumindruck (ca. 1857), der in der 2. deutschen Auflage von Über die Entstehung der Arten (1863) enthalten ist.

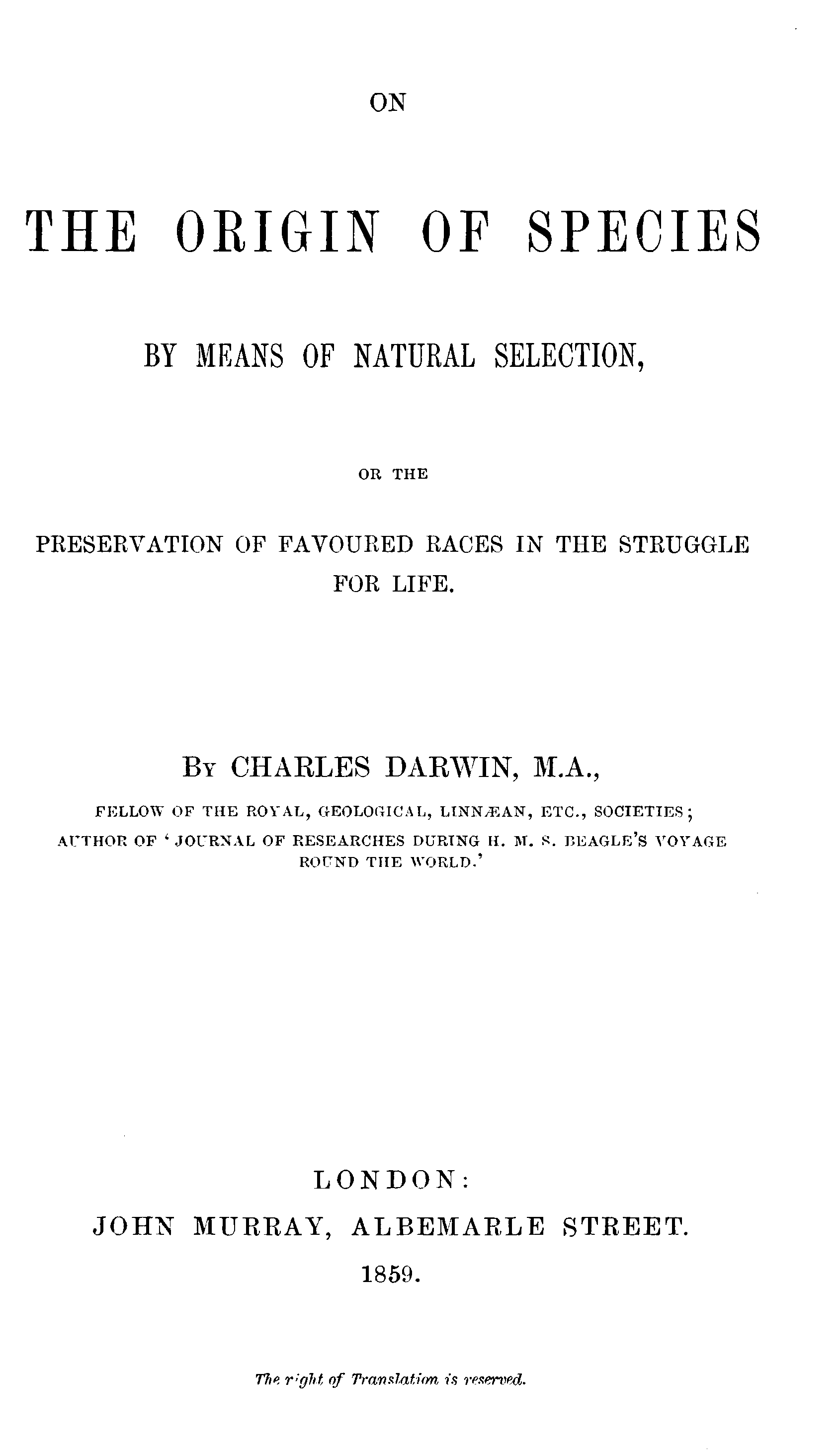
Titelseite der Erstauflage von On the Origin of Species (1859)

Über die Entstehung der Arten von Charles Darwin kann als das entscheidende Werk angesehen werden, das die zu seiner Zeit bereits vorhandenen Ansichten zur Evolution – die bis dahin alle eine gerichtete „Höherentwicklung“ mit dem Ziel Mensch voraussetzten – umwarf und durch eine Theorie der weitgehend ungerichteten Differenzierung der Arten durch schrittweise „unbemerkte“ Anpassungsprozesse im Laufe sehr langer Zeiträume ersetzte. Nach Michael Ruse löste Darwin damit die biologische Evolution als separates Phänomen vom kulturellen Fortschrittskonzept seiner Zeit und machte die Idee zum Allgemeingut. Dies war zudem eine radikale Abkehr von der christlichen Schöpfungslehre, die anschließend in den Naturwissenschaften mehr und mehr an Bedeutung einbüßte.
Darwins Überlegungen zur Entstehung der Arten waren neben dem Studium aller bestehender Evolutionsideen begleitet von einer breit gefächerten Lektüre in den Bereichen Medizin, Psychologie, Naturwissenschaften, Philosophie, Theologie und politische Ökonomie. Das Ziel Darwins war es, die Entstehung von Arten auf naturwissenschaftliche Grundlagen zu stellen. Während er von Lamarcks Theorie wenig hielt (obwohl er später lamarckistische Elemente in seine Theorie aufnahm), schätzte er Goethes Metamorphologie.
Darwin war spätestens Mitte 1837 von der Veränderlichkeit der Arten überzeugt und begann, Informationen zu diesem Thema in Notizbüchern zu sammeln. In den folgenden 15 Monaten entstand langsam und schrittweise die Theorie, die er allerdings erst 1858/1859 veröffentlichen sollte. Die Veränderlichkeit der Arten und den Auslesemechanismus der künstlichen Selektion kannte Darwin aus der Tier- und Pflanzenzucht.
Als entscheidender Impuls für die Ausformulierung der Selektionstheorie erwies sich für Darwin – wie für Wallace – das Wachstumsgesetz, wie es Thomas Robert Malthus in seinem Essay on the Principle of Population formuliert hatte. Die Theorie von Malthus geht von der Beobachtung aus, dass die Bevölkerungszahl (ohne Kontrolle oder äußere Beschränkung) exponentiell wächst, während die Nahrungsmittelproduktion nur linear wächst. Somit kann das exponentielle Wachstum nur für eine beschränkte Zeit aufrechterhalten werden und irgendwann kommt es zu einem Kampf um die beschränkten Ressourcen. Darwin erkannte, dass sich dieses Gesetz auch auf andere Arten anwenden ließ und ein solcher Konkurrenzkampf dazu führen würde, dass vorteilhafte Variationen erhalten blieben und unvorteilhafte Variationen aus der Population verschwänden. Dieser Mechanismus der Selektion erklärte die Veränderung und auch die Entstehung von neuen Arten.
Darwin verwendete den Begriff Evolution – der zu seiner Zeit noch für eine zielgerichtete Höherentwicklung stand – in seinen ersten Veröffentlichungen nicht, sondern sprach von der Abstammungstheorie (Deszendenztheorie). Erst nachdem Herbert Spencer den Begriff in seiner Theorie einer kulturellen Evolution im Sinne der Stammesgeschichte benutzte, verwendete ihn auch Darwin 1872 in der sechsten Auflage seines Hauptwerkes in dieser Weise. Es wird auch angenommen, dass sich Darwin dabei von der Begriffsdeutung als Fortschritt und Höherentwicklung – die in seiner Theorie ursprünglich nicht vorkam – beeinflussen ließ, da dies in der englischen Gesellschaft enorm populär war. Er selbst hatte mehrfach notiert, dass es „absurd“ sei, ein Tier höher einzustufen als ein anderes und er wollte die Begriffe „höher“ und „niederiger“ vermeiden.
Die besondere Leistung von Darwin und Alfred Russel Wallace liegt in der Erklärung des Evolutionsmechanismus durch das Prinzip der wechselseitigen Beziehung zwischen Variation, Selektion und Reproduktion (im Sinne einer „Überproduktion“):
1. Überproduktion: Obwohl die Tier- und Pflanzenarten weitaus mehr Nachkommen erzeugen, als schließlich überleben oder sich fortpflanzen können, verändert sich ihre Bestandsgröße kaum.
2. Variation: Die Individuen von Tier- und Pflanzenarten sind nicht gleich, sondern weisen kleine Unterschiede in den Bau- und Leistungsmerkmalen auf, die auf die nächste Generation weiter vererbt werden.
3. Selektion: Da die Ressourcen aber nur für eine begrenzte Zahl von Individuen ausreichen, findet um diese eine Konkurrenz statt. Diejenigen Individuen, die sich in dieser Konkurrenz gegenüber anderen durchsetzen, haben einen größeren Fortpflanzungserfolg, von Darwin als Survival of the fittest (Überleben der Tauglichsten) bezeichnet.

Im Gegensatz zu den meisten modernen Evolutionsbiologen maß Darwin allem Leben „bis hin zu den kleinsten Atomen“ eine gewisse Intelligenz bei: Eine unchristliche philosophische Betrachtung, die man als panpsychistisch bezeichnen könnte und deren Klärung bis heute offen ist.

## Nach 1860

### Ernst Haeckel (1834–1919)

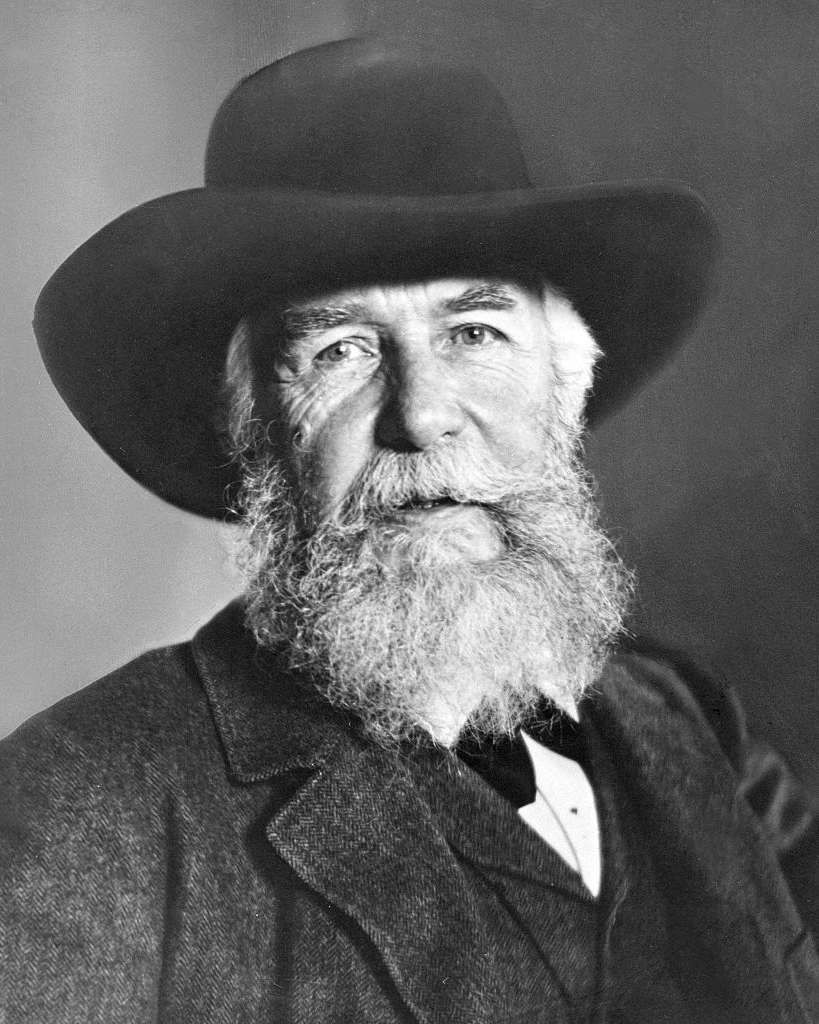
Ernst Haeckel, zwischen 1905 und 1910

Stammbaum der Wirbeltiere (E. Haeckel 1905)

Neben der Popularisierung des Darwinismus besteht der Hauptbeitrag von Ernst Haeckel für die Evolutionstheorie aus vier Teilen:
1. Mittels des biogenetischen Grundgesetzes (die Ontogenese ist die kurze, auszugsweise Rekapitulation der Phylogenese) lassen sich Teile der Stammesgeschichte durch Vergleiche der Embryonen und ihrer Vorstufen verschiedener Tierarten rekonstruieren, von denen damals und zum Teil noch heute nur in unzureichendem Maße Fossilien vorliegen. Diese Theorie wird in dieser Form als veraltet angesehen.
2. Ernst Haeckel entwarf die ersten detaillierten Stammbäume der Tier- und Pflanzenwelt.
3. Er postulierte den gemeinsamen Ursprung aller Organismen. Eine Idee, die ihre Gültigkeit hat.
4. Die Generelle Morphologie (1866) war das weltweit erste Lehrbuch der Biologie auf Grundlage der Evolutionstheorie Darwins.
5. In der Anthropogenie (1874) wies Haeckel auf Grundlage der vergleichenden Anatomie und Embryologie anhand der Organsysteme die Stellung des Menschen innerhalb der Primaten und Wirbeltiere nach. Er rekonstruierte den Stammbaum des Menschen aus den Wirbeltieren und postulierte Fossilfunde, die diese Stammesgeschichte belegen. Wenn auch viele dieser Ideen im Detail empirisch überholt sind beziehungsweise verfeinert wurden, so hat die Grundidee bis heute ihre Gültigkeit bewahrt.

Zusätzlich hatte Haeckel eine erhebliche Bedeutung für die Verbreitung der Evolutionstheorie durch viele öffentliche Vorträge sowie einige teils sehr populäre Bücher: Der „Weltbestseller“ Die Weltraethsel (Jena 1903) und der Kunstband Kunstformen der Natur (Jena 1899). Haeckel entwarf zudem auf naturwissenschaftlicher Grundlage eine stark von der Evolutionstheorie geprägte monistische Naturphilosophie. Laut Haeckel gab es vor allem drei Gruppen, die gegen die Entwicklungstheorie eingestellt waren: Die Kirche, die dualistische Metaphysik und die Empiriker.

### Die Integration von Vererbungslehre (Genetik) und Populationsgenetik
Die Vererbungslehre oder Genetik war zu Darwins Zeiten ein weithin unbearbeitetes Gebiet. Erst nach seinem Tod konnten sich Ideen durchsetzen, die auch heute noch – wesentlich verfeinerter – Gültigkeit besitzen. Zu Darwins Zeiten gab es zwei Annahmen über die Vererbung, die sich mit den Stichworten blending inheritance (deutsch etwa vermischende Vererbung, wie beim Farbmischen) und „partikuläre Vererbung“ beschreiben lassen.
Eine von Darwin zur Vererbung vertretene Vererbungshypothese beruhte auf der Annahme, dass jede Zelle eines Organismus kleine Teilchen sogenannte Gemmulae ausscheide und diese sich in den Geschlechtsprodukten ansammeln; Veränderungen der Körperzellen würden so auch eine Veränderung der bei der Vererbung weitergereichten Information bedeuten. Solche Theorien der Pangenisis (Erzeugung aus dem Ganzen) besitzen ein Problem: sie können nur unter Zuhilfenahme einer Latenzhypothese mit ungeklärtem Mechanismus erklären, wieso manche Merkmale bei Großeltern und Enkelkindern nicht aber bei den Eltern auftreten – was in Mendels Erklärungsversuch keine Probleme bereitet. Immerhin besitzt bei ihnen Vererbung eine feste Basis in Form von Vererbungsteilchen – allerdings unbekannter Gestalt.
Eine Form der von vielen zeitgenössischen Biologen geteilten Vererbung erworbener Eigenschaften durch Gebrauch und Nichtgebrauch eines Organes findet sich in dem Lamarck zugeschriebenen Beispiel der Giraffen: Giraffen hätten ursprünglich normale Hälse besessen und ihre langen Hälse nur durch die Streckung derselben nach Futter in Baumkronen erhalten. Eine Giraffe mit langem Hals hat nun Nachfahren gezeugt und somit auch die langen Hälse vererbt. Lamarcks Theorie wurde häufig auf dieses Beispiel reduziert, um Darwins Ablehnung dieser Vererbungsidee hervorzuheben. Jedoch findet man auch bei Darwin ähnliche „lamarckistische“ Vorstellungen, insbesondere in seiner Pangenesistheorie, mit der er versuchte, die Vererbungsgänge bei Haustieren zu beschreiben, die nach seiner Meinung nicht mit der Selektionstheorie erklärbar seien.

#### Gregor Mendel (1822–1884)

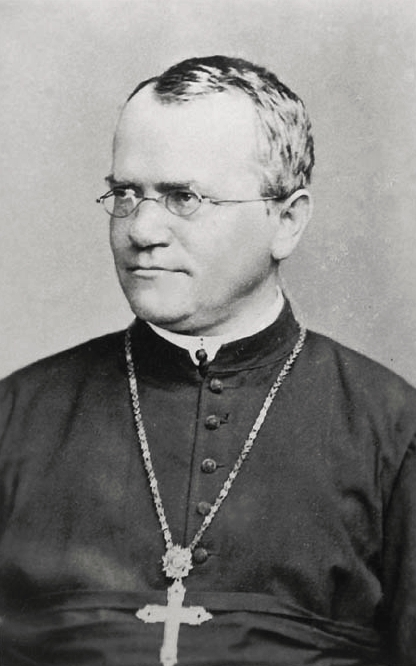
Gregor Mendel

Gregor Mendel führte vor 1865 wohldurchdachte Experimente mit Erbsen durch, die in ihrer Konsequenz lange unbeachtet blieben. Sie wurden erst zu Beginn des 20. Jahrhunderts von Hugo de Vries, Carl Correns und Erich Tschermak wiederentdeckt und gingen dann in die Genetik beziehungsweise die Evolutionsbiologie ein. Mendels Ergebnisse resultierten aus dem ersten Versuch, der zeigte, dass für jedes Merkmal in der damals noch unbekannten Erbsubstanz zwei Plätze – ein mütterlicher und ein väterlicher – vorhanden sind und dass sich somit Merkmale nicht mischen, sondern in einem dominant-rezessiven Erbgang weitergegeben werden. Dies ist ein erster Befund, der aufgrund experimenteller Ergebnisse den Hypothesen über Vererbung widersprach, die etwa Darwin oder Haeckel vertreten hatten.

#### August Weismann (1834–1914)
August Weismann wird meist als radikaler Vertreter des Selektionsprinzips und Begründer der Keimplasmatheorie betrachtet. In der Keimplasmatheorie werden die Zellen eines Organismus in Geschlechtszellen und Körperzellen eingeteilt. Veränderungen der Körperzellen also auch der Gebrauch und Nichtgebrauch der aus Körperzellen bestehenden Organe können danach keinen Einfluss auf die Evolution der Organismen besitzen. Einfluss haben nur Veränderungen (heute: Mutationen) des Erbgutes der Geschlechtszellen. Obwohl seine Idee der Trennung von Keimzellen und Körperzellen richtig war, vermutete Weismann die Erbsubstanz im falschen Zellbestandteil: im Plasma. Nach heutigem Wissen – das erst Jahrzehnte später entstand – ist dagegen die im Zellkern liegende DNA der Träger der Erbinformation.
Weismanns aus eigenen Beobachtungen und theoretischen Arbeiten über die Evolutionstheorie entstandene Einsicht steckte erstmals den Rahmen für den Einbau einer späteren genetischen Interpretation der Evolutionstheorie ab.

#### Annäherung von Genetik und Evolutionsbiologie
Wichtige Beiträge zur Etablierung der Genetik und damit zur Fundierung der Synthese mit der Evolutionsbiologie leistete der Amerikaner Thomas Hunt Morgan. Er konnte bei der Taufliege (Drosophila) die Struktur von Chromosomen belegen und nachweisen, wie Gene auf Chromosomen angeordnet sind. Freilich war ihm noch immer nicht bekannt, was Gene chemisch sind.
Der Mathematiker Godfrey Harold Hardy und der Mediziner Wilhelm Weinberg setzten 1908 mit dem Hardy-Weinberg-Gleichgewicht einen Meilenstein in der Populationsgenetik, deren mathematischer Ansatz in Bezug auf die Auswirkungen von Selektion, Mutation und Zufallsdrift zu einer neuen Sichtweise der Theorie führte: Evolution als Veränderung der Häufigkeit von Genvarianten im Genpool einer Population. Nach dem Hardy-Weinberg-Gleichgewicht verändert sich in einer idealen Population die Häufigkeit der Genvarianten nicht – sie befindet sich im Gleichgewicht. Das bedeutet, dass in einer idealen Population keine Evolution stattfindet. Da es aber keine idealen Populationen gibt, liegt so ein mathematischer Nachweis für Evolution vor: Geringe Populationsgrößen und die Einschränkung der Panmixie beschleunigen evolutionäre Prozesse.

## Ausgewählte moderne Theoretiker

### Ernst Mayr (1904–2005)

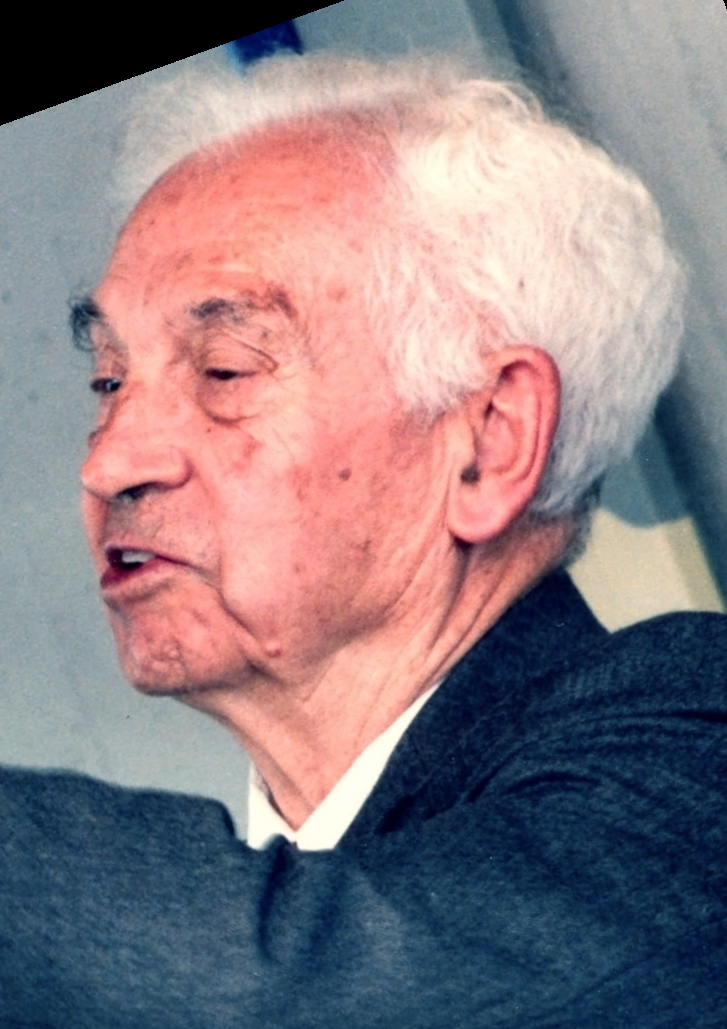
Ernst Mayr, 1994

Ernst Mayr gilt zusammen mit Theodosius Dobzhansky als Begründer und als bis heute führender Vertreter der modernen synthetischen Theorie der Evolution, die Darwins Konzept der Selektion mit den Erkenntnissen der modernen Genetik in Einklang brachte.
Mayr gilt als Begründer des modernen biologischen Artkonzeptes.
Wenn man Darwins Vorstellung des kontinuierlichen Wandels einer Art in eine andere Art genau betrachtet, so ergibt sich das Problem, dass damit der biologische Artbegriff aufgehoben wird, da sich in der ununterbrochenen Reihe keine Einschnitte finden, die Arten von Arten trennen. Dieser lange unbeachtete Umstand hatte tiefgreifende Folgen auch für die Praxis aller Biologen.
In der Biologie und Paläontologie existieren mehrere Artbegriffe parallel. Die wichtigsten zwei Gruppen sind der morphologische und der populationsgenetische Artbegriff. Beide Begriffe sind miteinander verbunden, aber nicht deckungsgleich:
- Im morphologischen Artbegriff werden Merkmalsunterschiede verwendet, um Arten voneinander abzugrenzen. In der Paläontologie ist er der einzig praktikable Artbegriff.
- Der populationsgenetische Artbegriff begreift Arten dagegen als Fortpflanzungsgemeinschaft.

Ernst Mayr untersuchte in seinem grundlegenden Werk Artbegriff und Evolution (1967), wie eine Neuinterpretation des biologischen Artbegriffes im Lichte der Evolutionstheorie aussehen kann. Zentrales Paradigma ist die Suche nach Mechanismen, die die Fortpflanzung zwischen einzelnen Populationen unterbinden oder erschweren (das heißt Hybriden besitzen einen geringeren Fitnesswert oder sind steril). Hier wären geographische Separation, zeitliche Separation (beispielsweise ungleichzeitige Fortpflanzungszeiten) und Separation durch Verhalten (unterschiedliches Balzverhalten oder Gesang) zu nennen.
Damit sind zahlreiche Fragen nach dem Mikroprozess der Evolution eröffnet. Wichtig für die Neuinterpretation war die Entdeckung von morphologischen Geschwisterarten, Arten, die gleiche Merkmale aufweisen, im gleichen Gebiet zur gleichen Zeit leben und sich trotzdem nicht miteinander fortpflanzen. Ernst Mayr definiert eine Art als „Gruppe von sich untereinander fortpflanzender Lebewesen, die reproduktiv von anderen solchen Gruppen isoliert sind“. Diese Isolation ist damit für Ernst Mayr das Kriterium, zwei Arten zu unterscheiden.

### Stephen Jay Gould (1941–2002)
Stephen Jay Gould betrachtete den historisch entstandenen Zusammenhang von Evolution und Fortschritt kritisch.
In seinen wissenschaftstheoretischen Schriften wendet er sich gegen sozialdarwinistische, pseudowissenschaftliche und rassistische Überinterpretationen der Evolutionstheorie, wie er sie beispielsweise in der Intelligenzforschung findet.

### Richard Dawkins (* 1941)

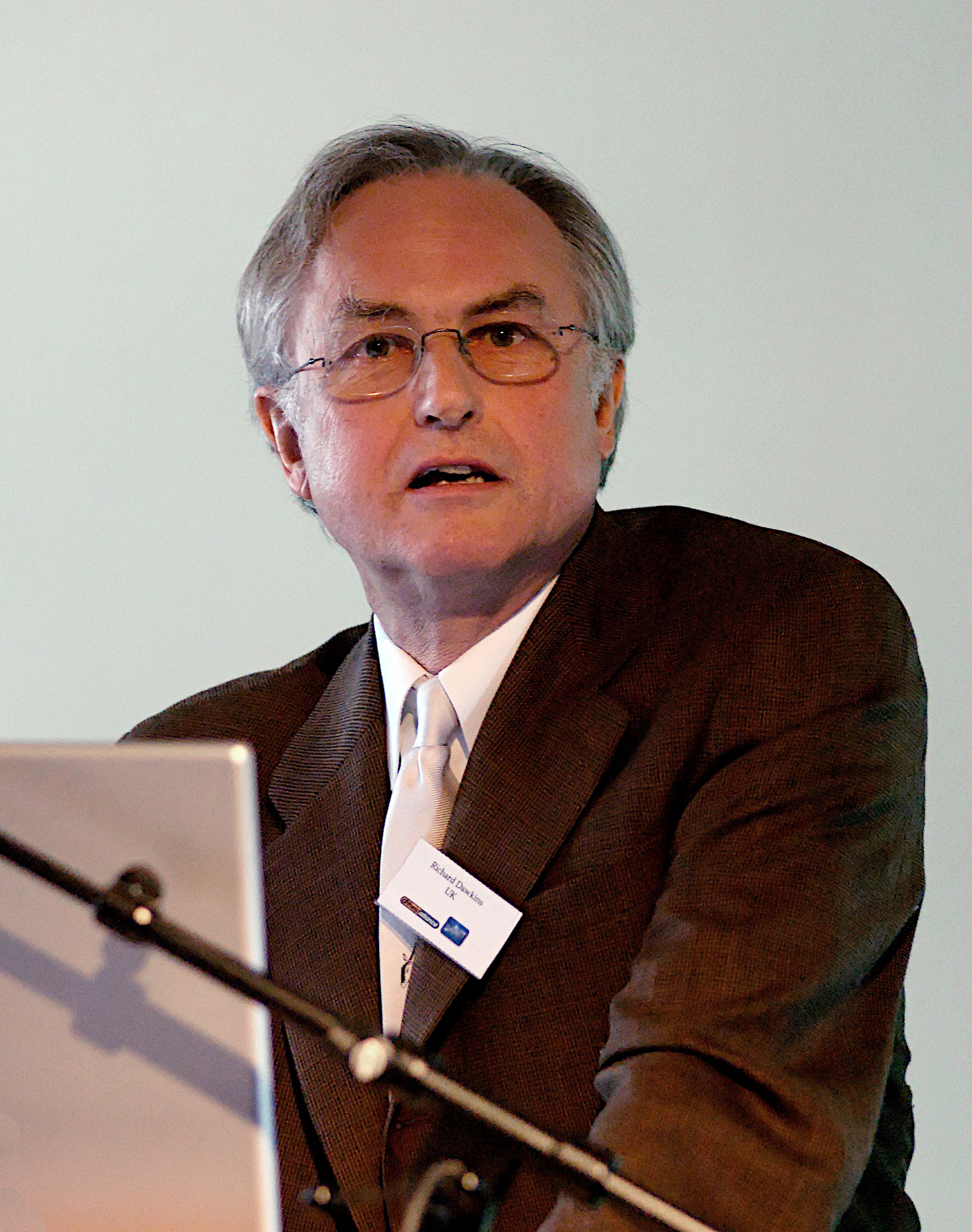
Richard Dawkins

Richard Dawkins gilt als einer der führenden Vertreter der Evolutionstheorie und zugleich als einer ihrer nachdrücklichsten Befürworter. 1976 wurde er durch sein Buch Das egoistische Gen bekannt. Darin beschreibt er das Gen als fundamentale Einheit der natürlichen Selektion, die den Körper nur als „Überlebensmaschine“ benutzt. Als hypothetische Analogie zum Gen als Replikationseinheit der biologischen Evolution führte er den Begriff „Mem“ als Replikationseinheit der kulturellen Evolution ein.
Dawkins tritt innerhalb der Evolutionsbiologie für die These ein, dass in evolutionären Prozessen Konkurrenzsituationen (Fitnessunterschiede) auf genetischer Ebene ausschlaggebend sind, wohingegen Gruppenselektion keine oder nur eine marginale Rolle spielt.
Diese Haltung war im letzten Viertel des 20. Jahrhunderts weitestgehend akzeptiert. In jüngster Zeit jedoch wurde diese Aussage durch theoretische Modelle und konkrete Beispiele relativiert. Hier sind insbesondere die Arbeiten des Biologen David Sloan Wilson sowie des Wissenschaftsphilosophen Elliott Sober zu nennen.

### Rupert Riedl (1925–2005)
Rupert Riedl wurde bekannt durch seine Grundlagenarbeiten zur Systemtheorie der Evolution und zur Evolutionären Erkenntnistheorie. In seinen Vorlesungen zur Evolution kritisierte er die Darwinschen Faktoren als unzureichend: die Mutation bezeichnete er als „blinden Konstrukteur“, die Selektion als „kurzsichtigen Opportunisten“. Riedl vermutete eine Art Vorselektion bereits im Bereich der Gene (da die Selektion im Bereich der Phäne viel zu aufwendig wäre und daher die „Ordnung des Lebendigen“ niemals zustande gebracht haben könnte). Insgesamt betrachtete er das Naturgeschehen und insbesondere die evolutionäre Entwicklung von Organismen als ein System von vernetzten Beziehungen. Die Systemtheorie der Evolution geht insbesondere auf die informationstheoretisch geprägte Systemtheorie nach Ludwig von Bertalanffy und ihre Anwendung auf Phänomene der Evolution durch die Wiener Schule (unter anderem Rupert Riedl) ab den 1970er-Jahren zurück und stellt eine Weiterentwicklung der Synthetischen Evolutionstheorie dar. Die Systemtheorie der Evolution geht davon aus, dass lebende Organismen offene Systeme im Sinne der Thermodynamik sind, die in einem Fließgleichgewicht mit ihrer Umwelt stehen. Sie zeichnen sich dadurch aus, dass die Gleichgewichtszustände vieler Faktoren innerhalb der Lebewesen sich deutlich von den Gleichgewichtszuständen der Umgebung unterscheiden. Ein Beispiel ist die oft weit über der Umgebungstemperatur liegende und im Gegensatz zu ihr konstant bleibende Körpertemperatur der meisten Säugetiere.

## Evolutionstheoretisch bedeutende Fossilien

### Teleosaurus(ab 1817)
Das Skelett eines 1817 in der Normandie gefundenen krokodilartigen Wesens bestärkte 1825 Étienne Geoffroy Saint-Hilaire in der Annahme, dass „Transmutationen“ möglich sind. 1824 veröffentlichte sein Kollege Georges Cuvier eine Studie über diese Überreste, die er für Krokodilfossilien hielt. Nachdem Geoffroy während seiner Reise nach Ägypten lebende Krokodile studiert hatte, widersprach er Cuvier und bestand darauf, dass diese fossilen Überreste nicht von Krokodilen stammten. Für Geoffroy stellten die Überreste eine Zwischenform zwischen Reptilien und Säugetieren dar, die er unter den neuen Gattungsnamen Teleosaurus stellte. Er veröffentlichte seine Arbeit in seinen Recherches sur de grands Sauriens („Studien über die großen Saurier“) im Jahr 1831. Historiker bezeichnen Geoffroys Studien über diese Fossilien oft als den Beginn der evolutionären Paläontologie.

### Neandertaler (ab 1856)

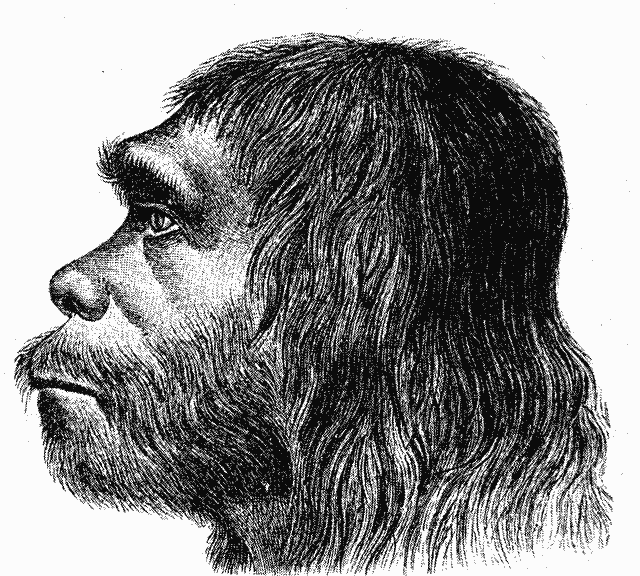
Hermann Schaaffhausens Rekonstruktion des Neandertalers (1888)

Der Elberfelder Naturforscher und Realschullehrer Johann Carl Fuhlrott bekam 1856 aus dem Steinbruch an der Kleinen Feldhofer Grotte im Neandertal bei Düsseldorf 16 größere Knochenteile übergeben, die an menschliche Überreste erinnerten. Fuhlrott interpretierte die Knochen als Skelettteile einer vorzeitlichen Menschenform. Der Bonner Anatom Hermann Schaaffhausen bestätigte seine Vermutung. Fuhlrott gilt damit als Pionier der Wissenschaft von der Evolution des Menschen (Paläoanthropologie). Im Gegensatz zu Fuhlrott war Schaaffhausen jedoch nicht bereit, dem Fund ein eiszeitliches Alter zuzugestehen. Von anderen deutschen Wissenschaftlern wurden weder Fuhlrotts noch Schaaffhausens Hypothesen anerkannt. In Großbritannien hingegen führte die Entdeckung, die durch den Geologen Charles Lyell bekannt gemacht wurde, bereits 1863 aufgrund der vom modernen Menschen abweichenden Schädelform zur Etablierung des Urmenschen Homo neanderthalensis. Dies belegte erstmals die Abstammung des Menschen im Sinne von Darwins Evolutionstheorie. In Deutschland ließen sich die ersten Kritiker erst in den 1870er-Jahren überzeugen, nachdem an anderen Orten weitere Knochenfragmente des gleichen Menschentyps gefunden worden waren.

### Archaeopteryx (ab 1860)
1860 veröffentlichte der Paläontologe Hermann von Meyer eine kurze Notiz über eine im Solnhofener Plattenkalk gefundene Feder, die er Archaeopteryx nannte. Später wurde ein heute als ‚Londoner Exemplar‘ bekanntes Fossil an das British Museum unter Richard Owen verkauft. 1871 führte Huxley die Familie der Urvögel (Archaeopterygidae) ein. Archaeopteryx stellte für die Evolutionstheorie schon auf den ersten Blick einen Missing Link dar, da dieses Fossil sowohl Merkmale von Vögeln als auch von Reptilien enthält und somit zwischen zwei Wirbeltiergruppen steht, die andernfalls nicht leicht voneinander abzuleiten sind.

### Planorbis multiformis(ab 1862)

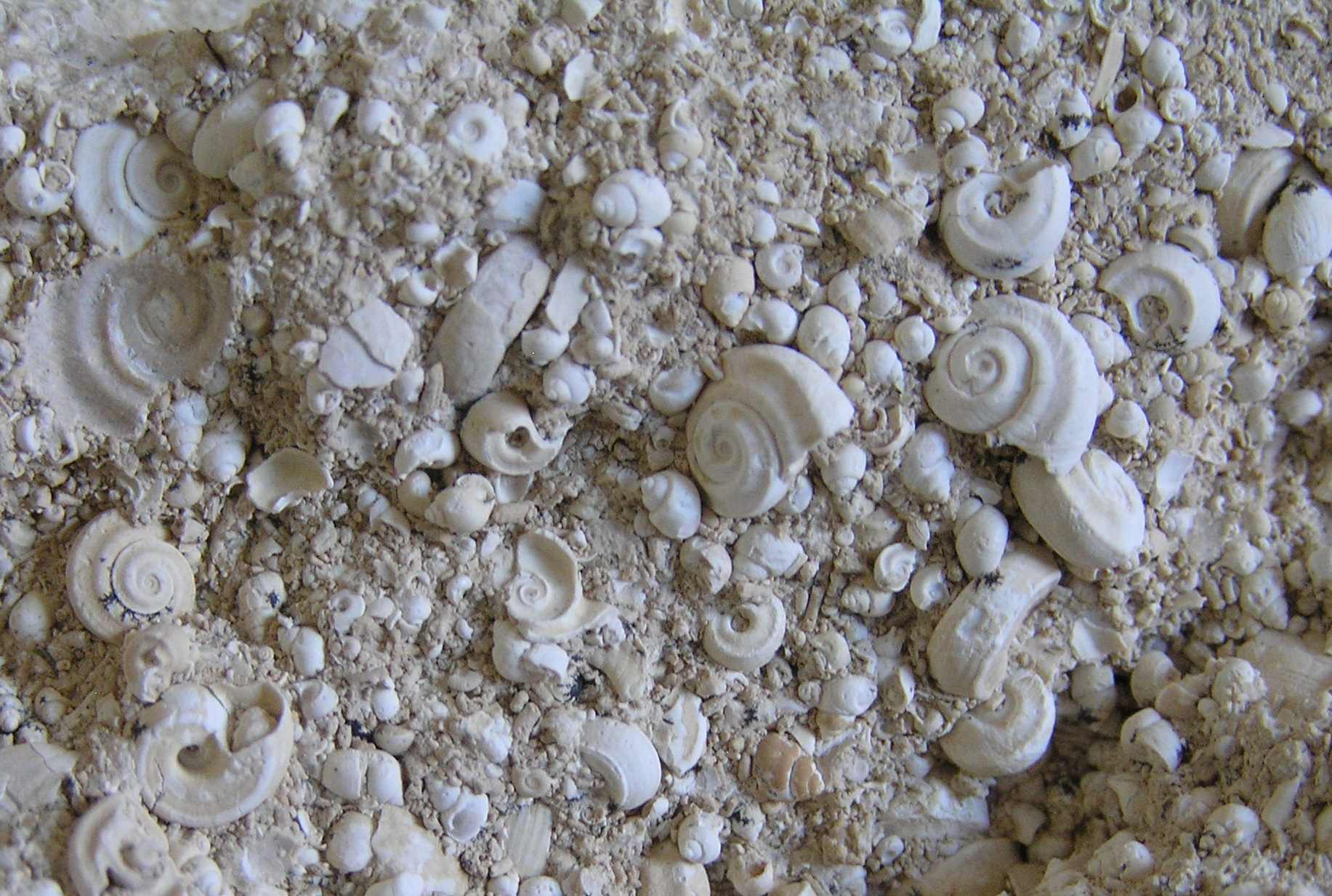
Steinheimer Schneckensand mit der Schneckenart Planorbis

Anhand der fossilen Schneckenart „Planorbis multiformis“ (heute werden hier etwa 17 verschiedene Arten in der Gattung Gyraulus unterschieden), aus Sedimenten eines ehemaligen Sees im Steinheimer Becken, konnte Franz Hilgendorf als Erster die Evolutionstheorie anhand von Fossilien belegen. Der Steinheimer Schneckensand nimmt hierdurch eine besondere wissenschaftsgeschichtliche Rolle ein.